# Udine
Pour les articles homonymes, voir Udine (homonymie).
Udine (Udin en frioulan) est une ville d'Italie, d'environ 100 000 habitants, capitale de la région historique et géographique du Frioul, située dans la région autonome du Frioul-Vénétie Julienne. Elle était le chef-lieu (capoluogo en italien) de la province d'Udine.
En 1971, elle est récompensée du prix de l'Europe par le Conseil de l'Europe.
Elle est jumelée avec Vienne en France et Yaoundé au Cameroun.

## Étymologie du toponyme
G. Frau émet l'hypothèse que « Udine » dérive d'un toponyme prélatin, une formation de la racine *oudh- / *udh- « sein » ou « colline », suivi d'un suffixe « pas tout à fait clair ». Les premières attestations sont : Udene (983), Utinum (latinisation de Ud - ; vers 1000). Une autre étymologie possible est la dérivation à partir des variantes lombardes et saxonnes du théonyme Odin (scandinave Odhinn, lombard Guodan, saxon Uoden), dieu suprême dans la religion germanique. En effet, les Lombards, regroupement de peuples d'origine germanique qui comprenait les Lombards actuels et un grand nombre de Saxons, entre autres, s'installent dans cette région vers le VIe siècle avant de s'étendre au reste de Italie du Nord (Lombardie au sens large). Ce n'est pas un hasard si Cividale del Friuli est un centre important de cette population. 
Le nom slovène de la ville, Videm, est une hypercorrection développé au XIXe siècle sur la base de toponymes identiques en Slovénie, alors que le nom précédent, et plus correct, de la ville en slovène était Vidan.

## Géographie

### Territoire
La ville est située au centre de la région historique du Frioul, à un peu plus de 20 km  à vol d'oiseau de la Slovénie, et à environ 54 km de l'Autriche. Cela la place dans une position stratégique, à l'intersection des axes européens est-ouest (corridor V des corridors paneuropéens) et nord-sud (Via Julia Augusta, désormais reconnue par l'Union européenne comme faisant partie du corridor Baltique-Adriatique), en direction de l'Autriche et vers l'Est européen.
Elle s'étend dans la haute plaine veneto-frioulane, à quelques kilomètres des collines, et est bordée par les rivières Cormor à l'Ouest et Torre à l'Est. Le centre de la ville est situé sur une colline isolée, au sommet de laquelle se trouve le château d'Udine : selon la légende, la colline a été construite par Attila pour admirer l'incendie qu'il a lui-même causé à la ville d'Aquilée. On pensait en effet qu'elle était formé de roches conglomératiques âgées de plus de 100 000 ans, alors que des fouilles archéologiques récentes ont montré qu'il s'agit d'un relief artificiel, dépourvu de roches,.

### Climat
La station météorologique d'Udine Centro, la station météorologique d'Udine Campoformido et la station météorologique d'Udine Rivolto se trouvent sur le territoire d'Udine et, d'après les observations observées, il ressort qu'Udine a un climat continental tempéré (Cfa selon la classification de Köppen), avec des températures assez élevées en été et relativement froides en hiver, mais avec moins de continentalité que les villes de la plaine du Pô centrale et occidentale. L'hiver est la saison la moins pluvieuse, tandis qu'en été, les orages sont fréquents, voire accompagnés de fortes averses de grêle. Dans l'ensemble, elle semble être l'une des capitales provinciales les plus humides d'Italie. 
Udine est cependant l'une des régions les moins enneigées des plaines du nord, avec environ 10 cm  de neige annuelle. Cependant, la diminution par rapport aux premières décennies du siècle dernier est moindre que dans de nombreuses villes du Nord-Ouest de l'Italie (13 cm de moyenne à Udine depuis 1910, Turin a perdu au contraire un bon 28 cm de neige, de 55 à 27). Après la décennie 1991-2000, avec un enneigement moyen très faible (4 cm), la décennie suivante montre une augmentation modérée (moyenne de 12 cm), grâce aux fortes chutes de neige de 2005 et 2010. Les plus fortes chutes de neige depuis janvier 1985 (30 cm d'accumulation) sont :
- janvier 1987 (40 cm)
- 31 décembre 1996 (10 cm)
- 21 février 2005 (8 cm)
- 3 mars 2005 (15 cm)
- 29 décembre 2005 (25 cm)
- 17 décembre 2010 (15 cm).

Les accumulations du Nord au Sud de la ville sont souvent différentes : en effet vers le Nord, il y a moins de perturbations éoliennes et souvent une plus grande exposition aux courants sud-ouest, véritables investigateurs des rares chutes de neige. La configuration neigeuse classique pour Udine est la formation d'une dépression du golfe de Gênes et sa translation vers le golfe de Venise. Janvier 1985 est un cas exceptionnel, lorsqu'un « oreiller froid » résista aux vents de sirocco formés avec les températures extraordinaires des jours précédents (record de froid avec −14,8 °C).

## Histoire

### Des origines à la domination vénitienne
Capitale de la région historique du Frioul, Udine est habitée depuis le Néolithique, période à laquelle remontent les vestiges d'un ancien castelliere qui s'est développé autour de la colline du château il y a environ 3 500 ans. Même si des découvertes archéologiques datant du Ier siècle av. J.-C. témoignent encore de son existence à l'époque romaine, la ville d'Udine a accru son importance grâce au déclin d'Aquilée d'abord, puis de Cividale del Friuli.
Mentionnée à l'occasion de la donation du château de la ville par Otton II (empereur du Saint-Empire) en 983 sous le nom d'Udene, elle devient à partir de 1222 l'une des résidences des patriarches d'Aquilée, grâce au patriarche Berthold de Méran qui déménage de Cividale à Udine à la suite d'un tremblement de terre qui endommage sa résidence (25 décembre). En raison de sa centralité, elle est de plus en plus préférée par les patriarches, qui y font construire plus tard le palais patriarcal. 
Au XIVe siècle, Udine est devenue la ville la plus importante de la région pour le commerce et le trafic au détriment d'Aquilée et de Cividale del Friuli. Le 7 juin 1420, à la suite de la guerre entre la république de Venise et le patriarcat d'Aquilée, la ville est conquise par les troupes vénitiennes, marquant la chute et la fin du pouvoir temporel des patriarches. La famille Savorgnan est alors la famille noble frioulane au service de la sérénissime dans la ville, dont le blason familial devient, de fait, celui de la ville.

### Guerre civile de 1511
La ville d'Udine est touchée, à partir du 27 février 1511, par une guerre civile qui est entrée dans l'histoire sous le nom de crudel zoiba grassa (« jeudi gras cruel ») qui s'avère sanglante et se répand rapidement à tout le Frioul. Dans les jours qui suivent immédiatement, un violent tremblement de terre, à la suite duquel de nombreux incendies et l'effondrement du château de la ville se produisent, puis la peste, aggravent la situation de la population. L'origine frioulane de Roméo et Juliette, deux jeunes, Lucina et Luigi, appartenant aux familles rivales de Savorgnan et Da Porto, est liée à la crudel zoiba grassa.

### De la domination vénitienne à la Première Guerre mondiale

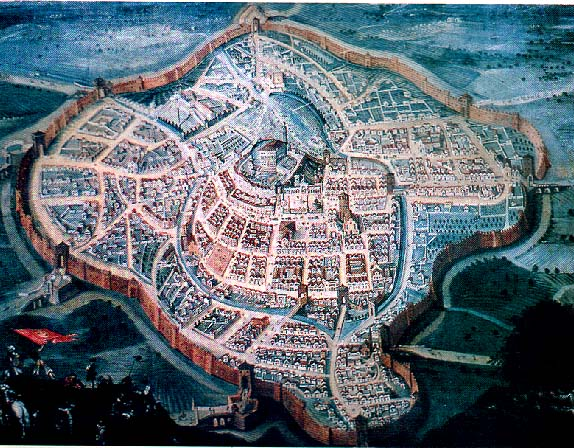
Carte datant de vers 1650.

Sous la domination de la république de Venise, de 1420 à 1797, Udine devient la cinquième ville de la République en termes d'importance et de population et ce, jusqu'à la fin du XVIIIe siècle. Avec la chute de la république de Venise, à la suite des campagnes napoléoniennes, elle devient française. Après la Restauration, Udine est rattachée au royaume de Lombardie-Vénétie, qui est alors placé sous la souveraineté de l'empire d'Autriche.
En 1848, pendant la première guerre d'indépendance italienne, la ville se soulève avec le reste du Frioul contre les Autrichiens. Un gouvernement provisoire est créé à Palmanova sous la direction du général Carlo Zucchi. L'armée des Habsbourg s'empare de Palmanova, incendie de nombreuses villes voisines et enfin, bombarde Udine, qui capitule. Ces événements sont racontés avec passion par l'écrivain Caterina Percoto, témoin oculaire des faits. En 1866, la ville est annexée au royaume d'Italie.

### De la Première Guerre mondiale à nos jours
Pendant la Première Guerre mondiale, Udine est, jusqu'à la bataille de Caporetto (24 octobre 1917), le siège du haut commandement militaire suprême italien, à tel point qu'elle reçoit le surnom de « capitale de la guerre ». 
À partir du 17 août 1915, elle est aussi le siège du 2º Gruppo (plus tard 2º Gruppo volo). L'hôpital psychiatrique de Sant'Osvaldo, à quelques kilomètres du commandement militaire des opérations de guerre, est transformé en 1916 en hôpital militaire. Les malades mentaux sont transférés dans d'autres hôpitaux italiens, mais l'hôpital abrite encore un millier de patients hospitalisés, dont certains militaires.
Un dépôt de munitions est construit juste à côté de l'hôpital. Le 27 août 1917 à 11 h 00, le dépôt de munitions explose, provoquant une catastrophe dont le nombre exact de victimes civiles et militaires ne fut jamais connu, et qui provoque la destruction complète des maisons d'une vaste zone, de l'église Sant'Osvaldo et l'école maternelle Sant'Osvaldo. La catastrophe, probablement causée par la sous-estimation du danger de stockage de munitions et de gaz par l'armée italienne, est censurée par les autorités militaires présentes dans la ville pour diriger la guerre, et est appelée par les habitants d'Udine « scoppio di Sant'Osvaldo » (« explosion de Sant'Osvaldo ») ou « Polveriera di Sant'Osvaldo » (« poudrière de Sant'Osvaldo »). La défaite de Caporetto survient moins de deux mois plus tard : le 27 octobre, la ville est évacuée ; le 28 octobre, les allemands pillent la ville déserte.
Dans la première période d'après-guerre, la ville devient la capitale de la « province du Frioul », qui comprend alors la province de Gorizia (jusqu'en 1927), et les provinces actuelles de Pordenone (jusqu'en 1968) et d'Udine. Après la proclamation de Badoglio du 8 septembre 1943, Udine est placée sous l'administration militaire directe du Troisième Reich dans la zone d'opérations de la côte Adriatique qui cesse avec la fin de l'occupation allemande en avril 1945. Les troupes allemandes et cosaques y sont harcelées par la résistance ; le 2 mai 1945, la 6e division blindée britannique pénètre dans la ville.
La ville est décorée de la croix du Mérite de guerre (Italie) (1915-1918) et fait partie des villes décorées de la valeur militaire pour la guerre de libération pour les sacrifices de ses populations et pour son activité dans la résistance en Italie pendant la Seconde Guerre mondiale, accordée à la ville pour tout le Frioul.
La ville est frappée par le terrible séisme du 6 mai 1976 au Frioul. Bien que le nombre de victimes ne soit pas élevé à Udine, la municipalité et les citoyens contribuent de manière substantielle à la reconstruction, en organisant l'aide à la population touchée. À la suite du tremblement de terre catastrophique, Giuseppe Zamberletti est nommé commissaire à la protection civile par le gouvernement italien : à cette occasion nait une protection civile italienne moderne et organisée.
Les années de plomb frappent également la ville : en 1978, le maréchal Antonio Santoro en est la victime.

## Symbole
Les armoiries de la municipalité d'Udine sont un écu noir et blanc surmonté d'une couronne ducale, qui reprend également les armoiries de la famille Savorgnan. Un cheval montant est placé sur la couronne ducale. L'écu est entouré d'une branche de laurier et de chêne, liée par un ruban tricolore auquel est épinglée la médaille d'or de la vaillance militaire.

## Langues et dialectes

### Frioulan
Le frioulan est la deuxième langue minoritaire en Italie. Il est utilisé majoritairement par les habitants d'Udine sous sa forme de frioulan central qui se caractérise par les terminaisons en « e » des mots féminins. De nombreuses indications routières et les noms de rues de la ville sont en frioulan.
Conformément à la résolution n. 2680 du 3 août 2001 du conseil de la région autonome du Frioul-Vénétie Julienne, la ville est incluse dans la zone territoriale de protection de la langue frioulane aux fins de l'application de la loi 482/99, loi régionale 15/ 96 et loi régionale 29 / 2007.

### Dialecte de la ville d'Udine
Le dialecte d'Udine est particulier à la ville, où, à la différence des zones environnantes, on emploie un idiome de type vénitien fortement influencé par la langue frioulane. Au cours des dernières décennies, cependant, ce dialecte est tombé en désuétude et, aujourd’hui, il a presque disparu.
Dans le centre-ville, il existe également un dialecte vénitien, l'Udinese, protégé par LR nr. 5 du 17 février 2010,, héritage des temps de la domination de la ville par la République de Venise. Initialement répandue parmi les classes aisées et bourgeoises de la ville et utilisée comme symbole du statut social élevé, une fois la domination de la Sérénissime éteinte, la région d'Udine a connu une phase d'expansion au XIXe siècle et s'est également étendue au niveau populaire grâce à son affinité avec la langue italienne. Les témoignages littéraires du dialecte d'Udine sont réduits au minimum, mais il faut certainement se souvenir de l'écrivain et journaliste d'Udine Renzo Valente qui a écrit une série d'articles autobiographiques sur la vie de la ville représentant (avec une fine sensibilité et une subtile veine d'humour) la façon de parler et de vivre avec la bourgeoisie Udinese.
En réalité, ce dialecte n'a été utilisé que par deux générations d’habitants d’Udine, celles qui sont nées durant les années 1940 et 1950. Il n'est pas lié à l’influence historique de Venise mais il doit son origine à sa fonction sociale « particulière » : distinguer les habitants du centre-ville de ceux de la périphérie et de la campagne. Les habitants du « seul » centre-ville s’en servaient pour assumer — ou, du moins, ils le pensaient — un statut social supérieur à celui des habitants de la périphérie et des paysans de la campagne qui parlaient le frioulan. Ce dialecte a été utilisé seulement par deux générations avant d'être abandonné au profit de la langue italienne. Aujourd'hui, seules quelques personnes de ces générations continuent de le parler. Les générations suivantes lui ont préféré la langue italienne ou la langue frioulane.

## Monuments et lieux remarquables
Du point de vue urbain, la ville d'Udine conserve l'empreinte typique des cités médiévales. La ville s'est développée autour de la colline du château, au centre, en s'étendant à partir du Xe siècle. Jusqu'au XVe siècle, il y a eu cinq murs successifs, avec les portes et les portails correspondants.
Parmi les monuments les plus célèbres, le château et son église castrale sont situés sur une colline surplombant la ville, le Duomo, la Loggia del Lionello, le palais de l'archevêque avec des fresques de Giambattista Tiepolo, la Piazza Libertà de style vénitien et la Piazza Matteotti, qui représente le cœur de la ville. avec la via Mercatovecchio. En ce qui concerne les ouvrages modernes, le Teatro Nuovo Giovanni da Udine, inauguré en 1997, dont le projet porte la signature de l'ingénieur Giuliano Parmegiani et de l'architecte Lorenzo Giacomuzzi Moore, mérite d'être signalé.

### Piazza Libertà et château

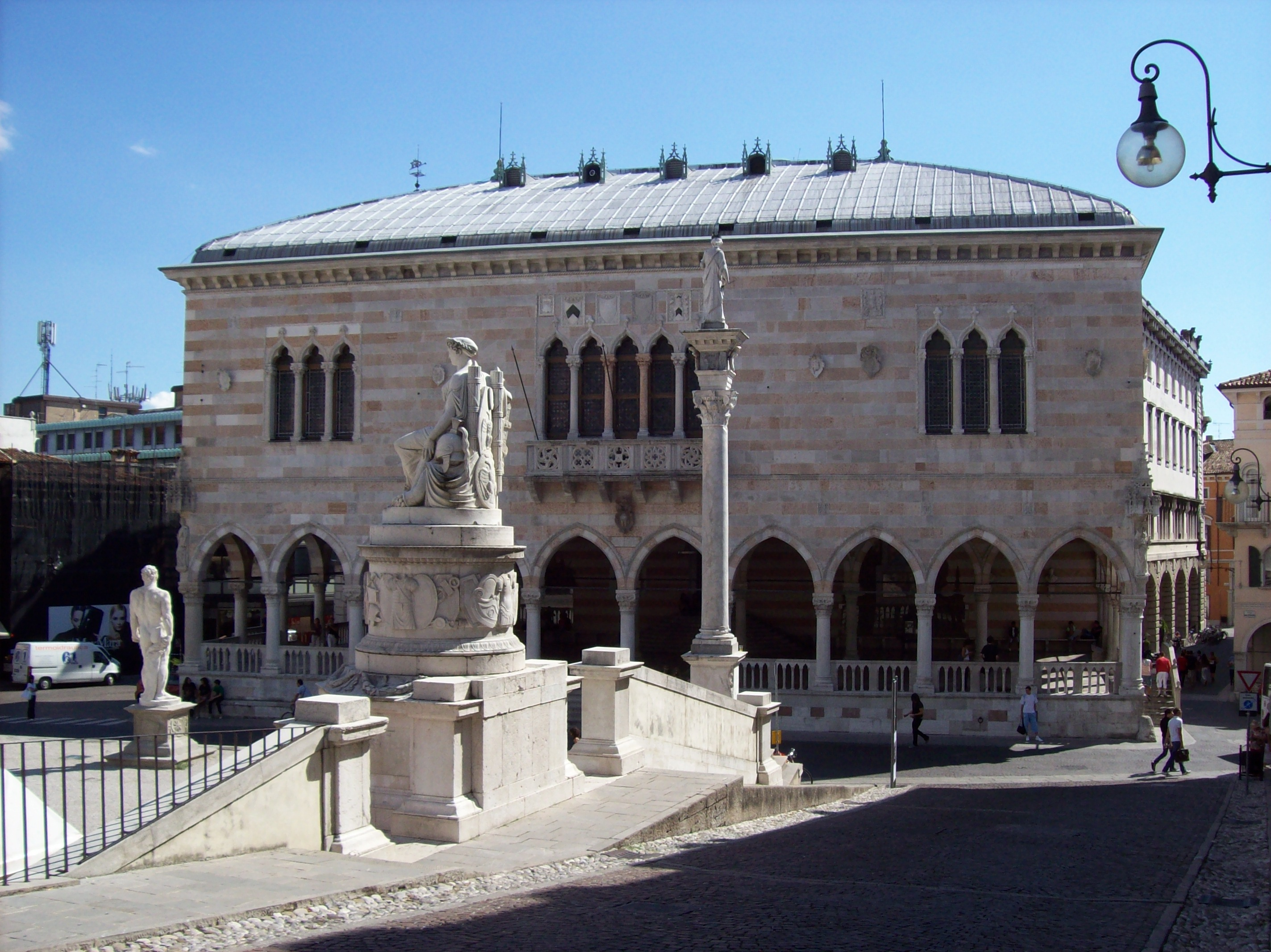
Loggia del Lionello.

#### Loggia del Lionello
Construit en bandes de pierres blanches et roses alternées, la loggia surplombe la Piazza Libertà centrale (autrefois appelée Contarena et Vittorio Emanuele II). Il s'agit d'une loggia publique de style gothique vénitien, dont l'édification est commencée en 1448 par Bartolomeo delle Cisterne sur la base d'un dessin de l'orfèvre local Nicolò Lionello, et est terminée en 1457. Au cours des siècles suivants, elle subit diverses modifications et, à la suite du terrible incendie qui la détruit en 1876, elle est restaurée par Andrea Scala qui reste fidèle aux plans originaux. La plupart des œuvres qui étaient présentes à l'intérieur sont aujourd'hui conservées au musée de la ville, avec parmi celles-ci, un cycle de toiles de la Sérénissime République de Venise et de la Vierge à l'enfant du Pordenone, daté de 1516.

#### Loggia et temple de San Giovanni

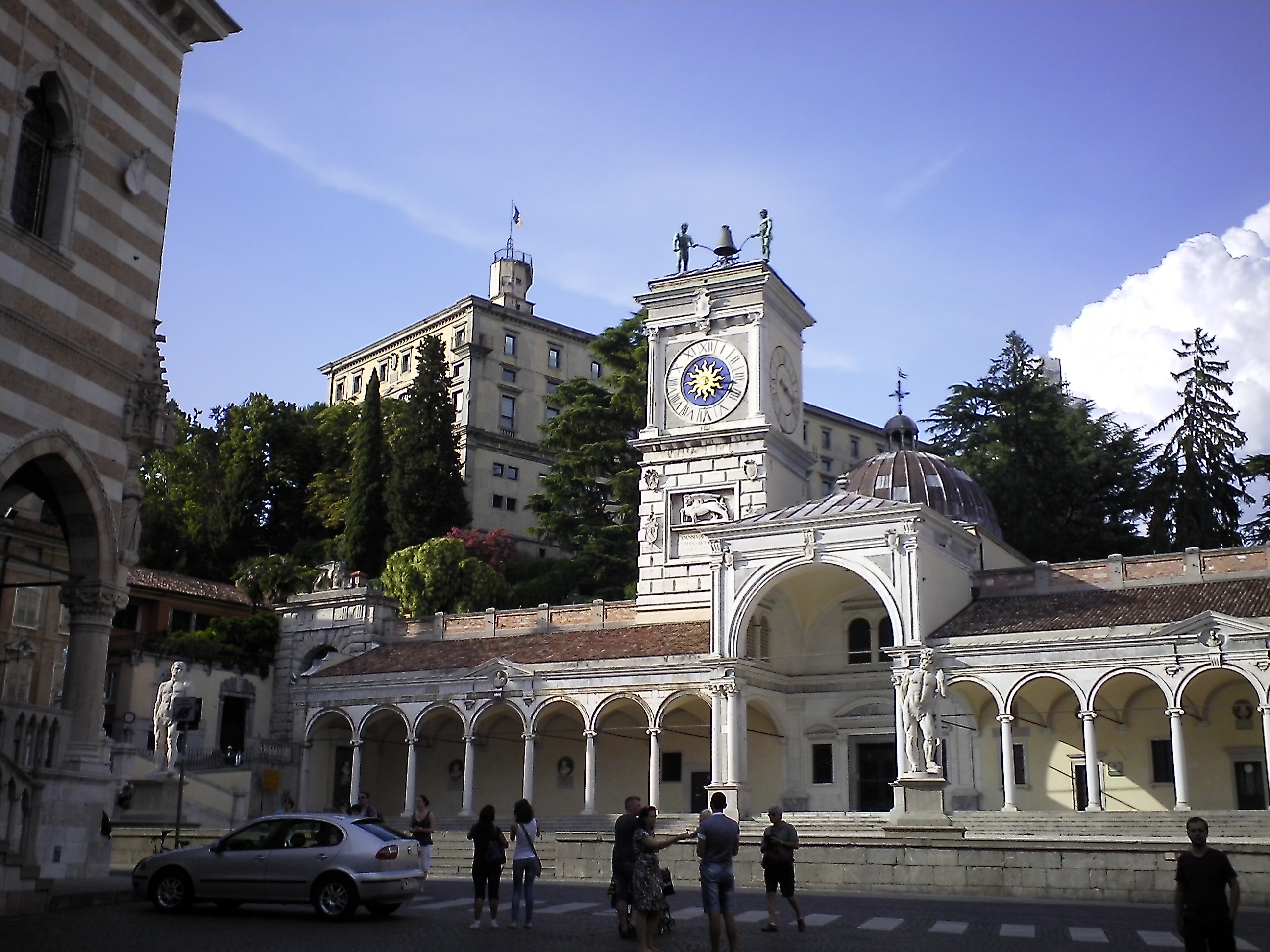
Loggia de San Giovanni, tour de l'horloge et château.

La loggia et le temple de San Giovanni, construits en 1533 par l'architecte lombard Bernardino da Morcote, se trouvent en face de la loggia del Lionello. Leur réalisation a entraîné de nombreux problèmes, tant sur le plan urbain que pratique. L'œuvre qui en résulte a un vague parfum de Brunelleschi. L'église, autrefois dédiée à saint Jean, est maintenant utilisée comme un petit temple pour les morts. Les statues d'Hercule et de Cacus, attribuées à Angelo de Putti se trouvent également devant la loggia del Lionello.

#### Tour de l'horloge
Incorporée dans la loggia de San Giovanni, la tour a été construite en 1527 sur un projet de Giovanni da Udine qui s'est inspiré de la tour vénitienne de la place Saint-Marc. À son sommet se trouvent les deux Maures qui sonnent les heures sur une cloche, les sculptures actuelles en cuivre datent de 1852 et ont remplacé celles en bois d'origine.

#### Arc Bollani et église Santa Maria in Castello
L'arc Bollani, situé dans l'ascension vers le château, est un arc de triomphe de 1556, conçu par Andrea Palladio et surmonté du lion de saint Marc. La loggia Lippomano, datée de 1487, conduit à l'église Santa Maria di Castello, la plus ancienne de la ville. La « maison de la Confrérie », un édifice médiéval restauré en 1930, est adossée à l'église Santa Maria. À côté se dresse l'arc Grimani érigé en 1522 en l'honneur du doge de Venise Antonio Grimani, situé à l'origine via Portanuova et remonté en 1902, qui conduit à la place du château.

#### Château

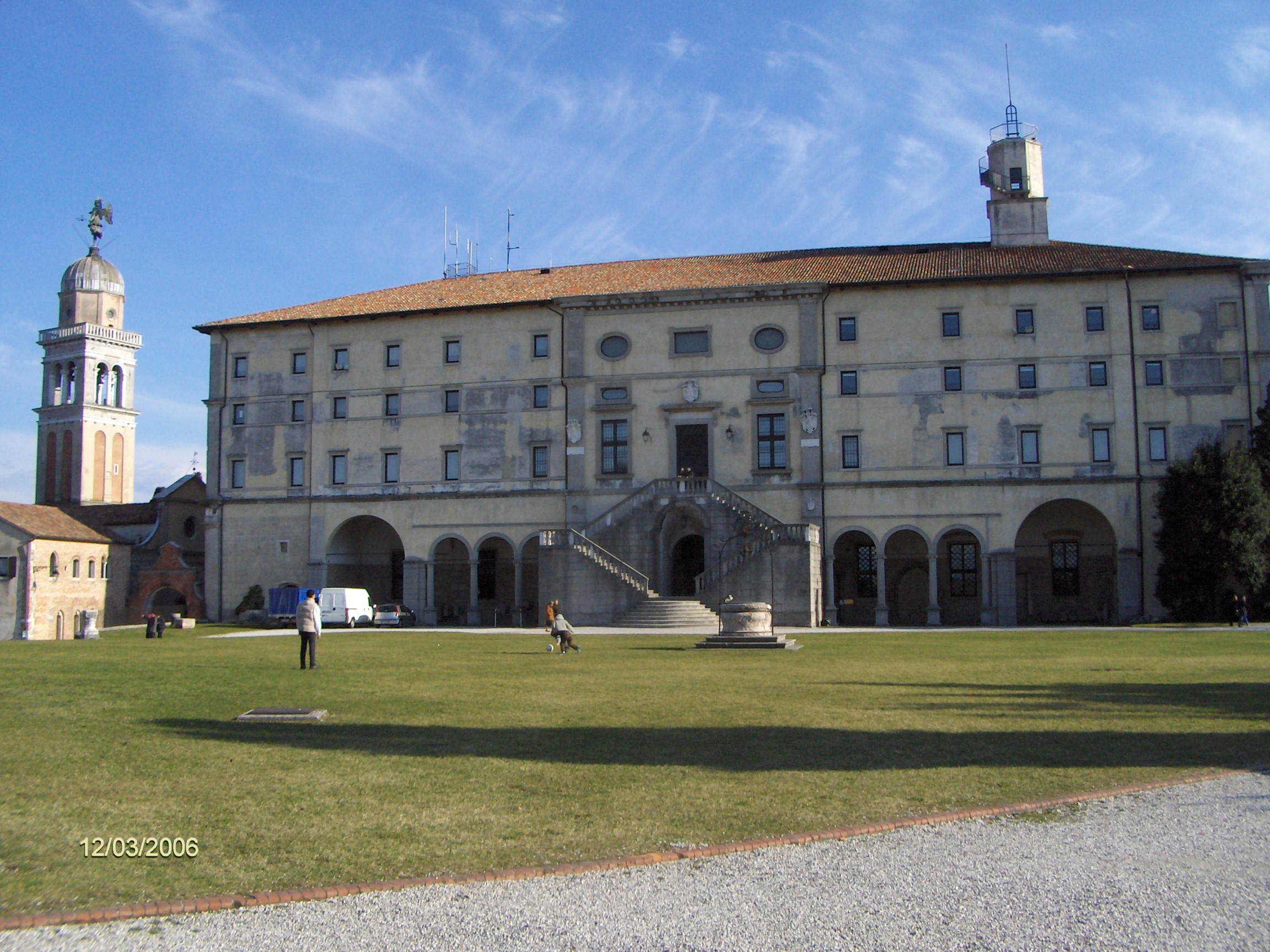
Façade arrière du château.

L'imposante construction domine la colline et toute la ville d'Udine. De tout temps, il existait un site fortifié sur la colline dont témoignent les vestiges néolithiques et romains qui y ont été retrouvés. Après de nombreuses altérations, il a été gravement endommagé lors du tremblement de terre de 1511. Le 2 octobre 1517 commence la reconstruction, qui dure cependant longtemps, en raison du manque de fonds, de l'immensité et de la complexité des travaux. Ceux-ci sont initialement confiées à Giovanni Fontana, qui quitte la ville en abandonnant le poste en 1519.
L'aspect roman du XVIe siècle de l'édifice, qui en fait plus une demeure seigneuriale qu'une infrastructure militaire, est dû à l'intervention de Giovanni da Udine, qui, à partir de 1547, reprend et achève le chantier. D'autres modifications intérieures sont apportées au cours des siècles suivants pour pouvoir l'utiliser pour les usages les plus variés : prison, caserne, siège municipal, etc. Le château abrite la salle du parlement du Patriarquat du Frioul datant du XIIe siècle, l'une des plus anciennes d'Europe.

#### Maison de la Contadinanza
La maison de la Contadinanza où résidaient les représentants des paysans frioulans, le troisième corps politique de la patrie frioulane, se dresse sur la clairière herbeuse au sommet de la colline du château, copie reconstruite ici en 1931 d'un bâtiment datant du XVIe siècle qui se trouvait entre via Vittorio Veneto et via Rauscedo. Le bâtiment a ensuite abrité l'armurerie du château et, par la suite, a été utilisé comme salle de dégustation de produits typiques du Frioul.

### Édifices religieux

#### Cathédrale (Duomo)

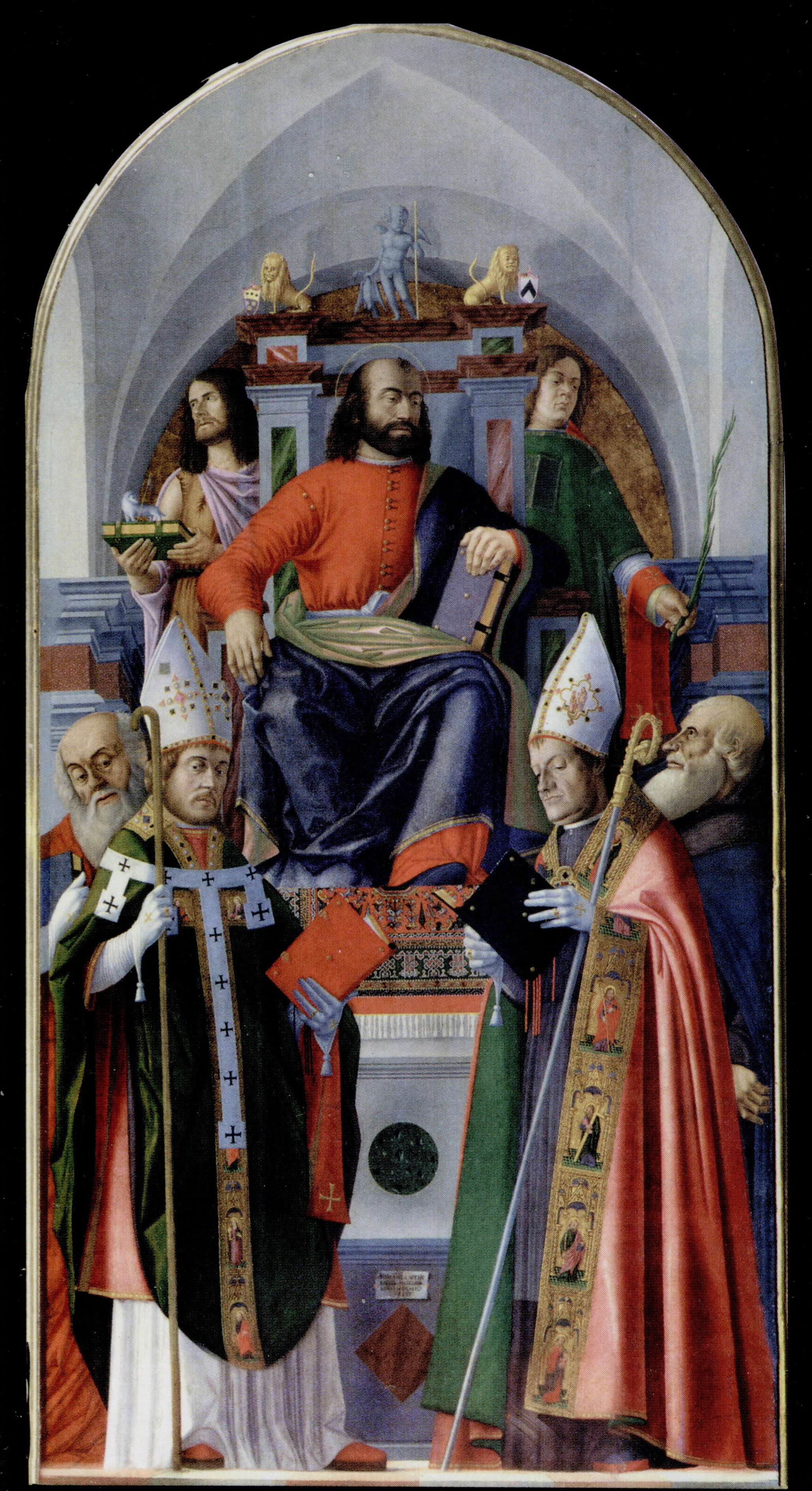
Pala di San Marco avec les saints Marc, Jean-Baptiste, et Étienne, Jérôme, Ermacore et Antoine abbé, et le bienheureux Bertrand, chapelle Saint-Marc, cathédrale d'Udine, 1501.

La cathédrale (duomo) et son campanile sont construits sur l'ancien baptistère à partir de 1236 à la demande du patriarche Bertoldo d'Andechs-Merania. La construction est achevée en cent ans. À côté, se trouve le clocher avec le baptistère, qui abrite un petit musée du Duomo. Giovanni Martini signe en 1501, le retable dit Pala di San Marco, qui se trouve dans la chapelle saint Marc de la cathédrale. Ce travail est très critiqué par Giacomo Gordino, le doyen du chapitre, dans une lettre adressée à Domenico Grimani, patriarche d'Aquilée. Il reproche au peintre, l'aspect martial de saint Marc, dans lequel on peut reconnaître le portrait du lieutenant Antonio Loredan. Ce même peintre réalise le Retable de sainte Ursule, daté au verso de 1507, pour l'église Saint-Pierre-martyr. La partie centrale est aujourd'hui à la Pinacothèque de Brera à Milan, la partie supérieure au Musée civique et galerie d'art ancien d'Udine, et une autre partie est dans une collection privée. Ces deux retables témoignent de sa connaissance des œuvres d'Alvise Vivarini et de Cima da Conegliano, et sont en lien avec les écoles de peinture du Quattrocento au Frioul.
Pour la décoration des fresques de la chapelle du Saint Sacrement de la cathédrale (1726-1728), un patricien d'Udine, Dionisio Delfino, commissionne Tiepolo le plus grand peintre italien du XVIIIe siècle, que l'on retrouve dans l'Oratoire de la Pureté.

#### Sanctuaire Beata Vergine delle Grazie
L'église nommée Santuario della Beata Vergine delle Grazie se trouve place du 1er mai (reconstruite en 1495).

#### Église Santa Maria di Castello
Plus ancienne église d'Udine, datant du XIIe siècle, elle est située sur la colline du château.

#### Oratoire de la Pureté

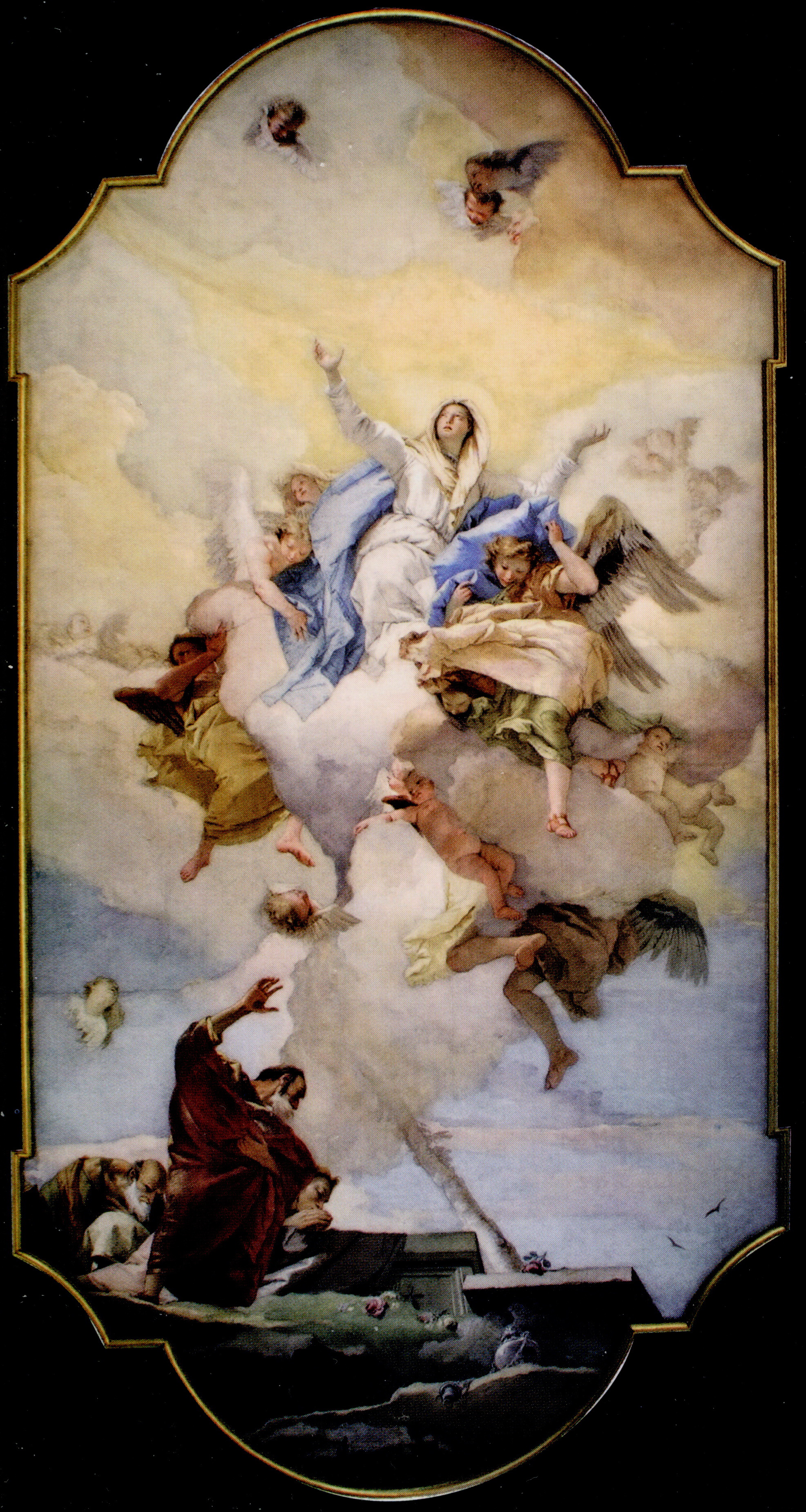
Assomption de Marie, 1759
Giambattista Tiepolo
Oratorio della Puritá.

Situé à droite de la cathédrale, l'oratoire est érigé en 1757 à la demande du cardinal Daniele Delfino, qui fait acheter et démolir l'ancien théâtre appartenant à la famille Mantica : il n'y a pas de place pour le divertissement à proximité de la cathédrale de la ville. Le projet est confié à Luca Andreoli. Il contient des fresques de Giambattista Tiepolo, l'Assomption de Marie et huit grandes fresques  de son fils Giandomenico.

#### Église Sant'Antonio Abate
À l'origine, bâtiment de style gothique datant du XIVe siècle, l'église est érigée à la demande du patriarche Nicolas de Luxembourg, puis transformée en 1733 avec la façade de Giorgio Massari. Elle est située près de la Piazza Patriarcato. Désacralisée, elle sert d'auditorium et accueille des expositions et des présentations.
À l'intérieur se trouvent les tombes des quatre derniers patriarches d'Aquilée : Francesco Barbaro, Ermolao Barbaro, Daniele Delfino et Dionisio Dolfin.

#### Église Beata Vergine del Carmine
Construite par les frères carmes au XVIe siècle, l'église se trouve le long de la via Aquileia. Le sarcophage du bienheureux Odoric de Pordenone est conservé à l'intérieur.

#### Église Notre-Dame de la Charité
Située à l'Institut Filippo Renati, datant de 1762, elle est devenue le siège de la paroisse orthodoxe roumaine.

#### Église de la Présentation de Marie au Temple
Cette église des vieilles filles fait partie de l' ancien pensionnat de la via Zanon fondé en 1595.

#### Église du Rédempteur
Cette église date de 1733 ; la façade, de style néoclassique, a été construite un siècle plus tard par l'architecte frioulan Giovanni Battista Bassi ; elle est située via Mantica.

#### Église Saint-Christophe
Siège de la Mission roumaine unie à Rome « San Cristoforo » (depuis 2002/2003), son beau portail de pur style Renaissance, a été sculpté en 1518 par le sculpteur lombard Bernardino da Bissone.

#### Église Saint-François

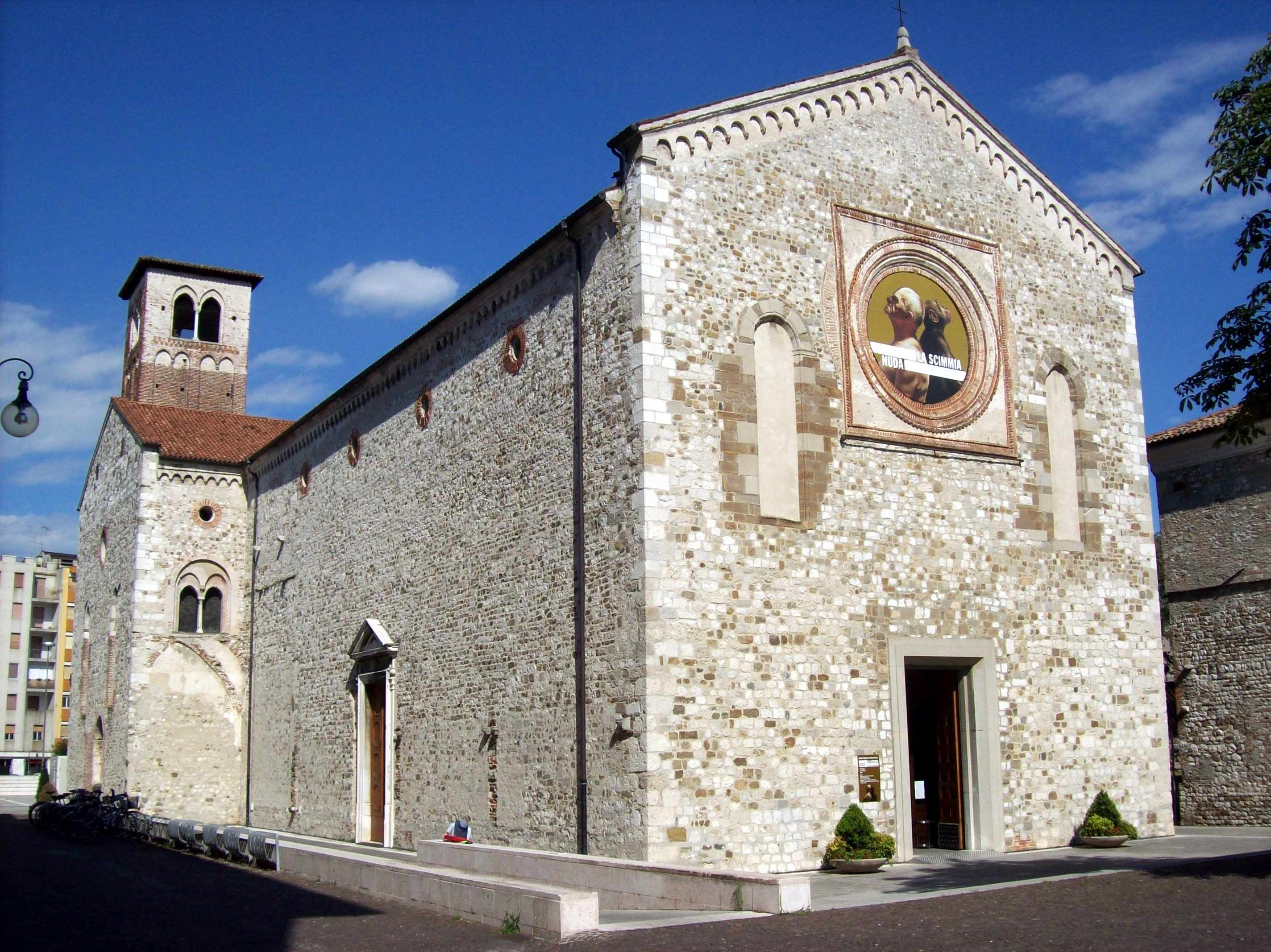
Église Saint-François.

Consacrée en 1266, elle constitue avec le couvent attenant le début de la pénétration de l'ordre des frères franciscains dans le Patriarcat d'Aquilée. Les frères ont été introduits par le patriarche Bertoldo d'Andechs-Merania, un ami personnel de saint François d'Assise. Elle est considérée comme l'une des plus belles églises de la ville en raison de sa ligne franciscaine pure et simple. L'intérieur, formé d'une nef unique se terminant par trois absides, présente des fresques du XIVe siècle, très usées, les plus anciens exemples de peinture de la ville. L'église (désacralisée) est utilisée pour des expositions temporaires, tandis que le couvent est le siège du palais de justice.

#### Église Saint-Jacques
Érigée en 1378 à la demande de la « Confraternité des fourreurs », d'abord comme chapelle, puis agrandie, elle est située sur l'ancienne Piazza delle Erbe, qui devient plus tard la Piazza Matteotti, mieux connue sous le nom de Piazza San Giacomo. La façade actuelle de Bernardino da Morcote remonte à 1525, tandis que la chapelle latérale a été ajoutée après 1650. À côté se dresse la Cappella delle anime (Chapelle des âmes), construite en 1744, qui abrite un tableau de Michelangelo Grigoletti.

#### Église Saint-Georges
L'église Saint-Georges a été construite à partir de 1760, ouverte au culte en 1780 et terminée seulement en 1831 à Borgo Grazzano. À l'intérieur se trouve un retable de 1 529 représentant saint Georges tuant le dragon, œuvre de Sebastiano Florigerio.

#### Église Saint-Pierre-martyr

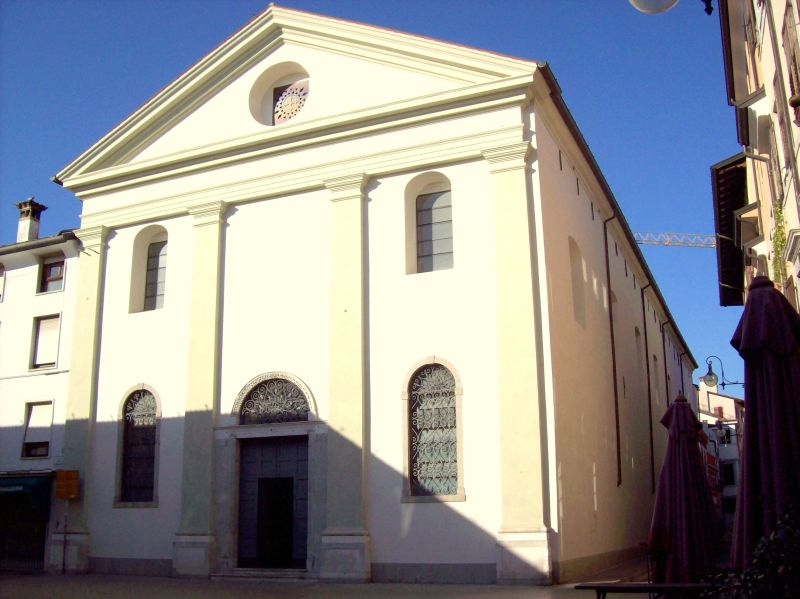
Église Saint-Pierre martyr.

L'église Saint-Pierre-martyr est située via Valvason. Elle faisait partie de l'ancien couvent dominicain du XIIIe siècle, a été consacrée en 1285 ; le bâtiment actuel date du XIXe siècle. Il ne reste que le portail lombard et le clocher de la construction primitive. L'intérieur se compose d'une seule salle sans bas-côtés et était autrefois décoré de nombreuses peintures. L'église fut saccagée en 1797 par les troupes françaises qui s'y installèrent un certain temps. Les tombes de personnages nobles sont conservées, ainsi qu'un tableau de Pomponio Amalteo représentant le Martyre de saint Pierre, quelques hauts-reliefs de Giuseppe Torretti et des fresques d'Andrea Urbani.

#### Église du Saint-Esprit
Le bâtiment d'origine, situé via Crispi, date de 1395. Il a été reconstruit selon les plans de Giorgio Massari au XVIIIe siècle. Il a un plan octogonal et conserve deux toiles du peintre du XVIIIe siècle Francesco Zugno.

#### Église Saint-Valentin
Datant de 1574, l'église Saint-Valentin est située via Pracchiuso, l'un des anciens quartiers de la ville, où se déroule chaque année la fête dédiée au saint.

#### Église Santa Maria della Misericordia (hôpital civil)
Construite en 1959 sur un projet de Giacomo Della Mea, cette église abrite à l'intérieur des mosaïques de Fred Pittino, des bronzes de Giulio et Max Piccini et des graffitis pronaos d'Ernesto Mitri.

#### Église Sainte-Claire
Situé au Collegandato Uccellis, datant du XVIIe siècle, des fresques de Giulio Quaglio sont visibles à l'intérieur.

#### Temple Ossuaire des morts d'Italie
Construit entre 1925 et 1936 à la demande de Cossettini[Qui ?] sur un projet de Provino Valle, sa masse domine l’avant-cour de la piazzale XXVI Luglio 1866. À l'intérieur, selon la tradition, 25 000 corps de morts pendant la Première Guerre mondiale y sont conservés ; en réalité, les corps sont au nombre de 21 874.

#### Chapelle Manin
Bâtiment datant de 1733, avec un plan hexagonal de style baroque, il a été commandé à Domenico Rossi par le comte Lodovico Alvise Manin, père du futur doge Ludovico Manin. À l'intérieur, sur l'autel, est exposée une Madone avec l'Enfant Jésus, œuvre de Giuseppe Torretti, qui a aussi réalisé les hauts-reliefs sur les murs : Naissance de la Vierge, Visitation, Présentation de Jésus au temple et Présentation de l'Enfant Marie au temple.

#### Chapelle Santa Maria del Monte
Rattachée au Palazzo del Monte di Pietà, la chapelle abrite des œuvres de Giulio Quaglio.

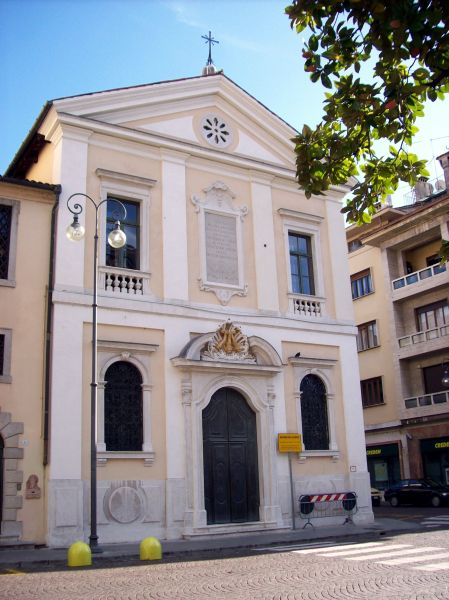
Oratoire de la Pureté.
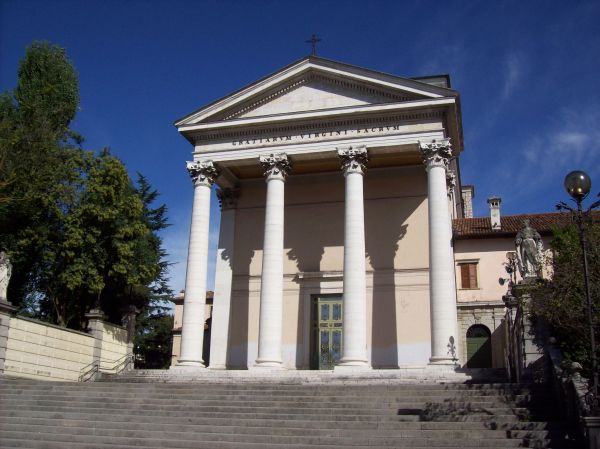
Sanctuaire Beata Vergine delle Grazie.
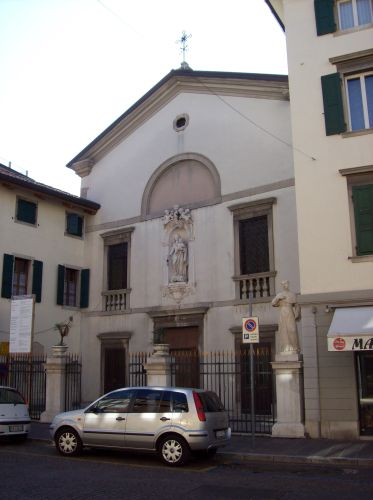
Église Beata Vergine del Carmine.
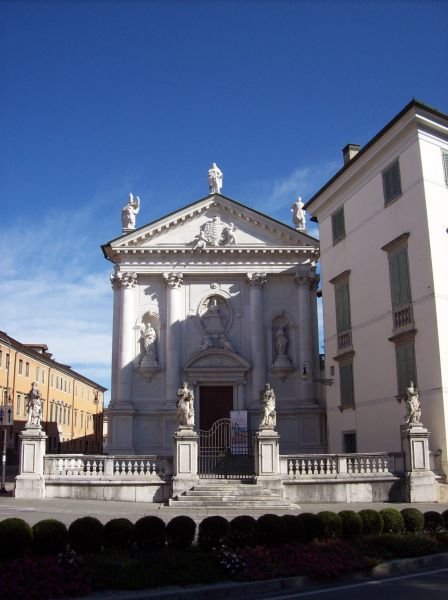
Église Sant'Antonio Abate.
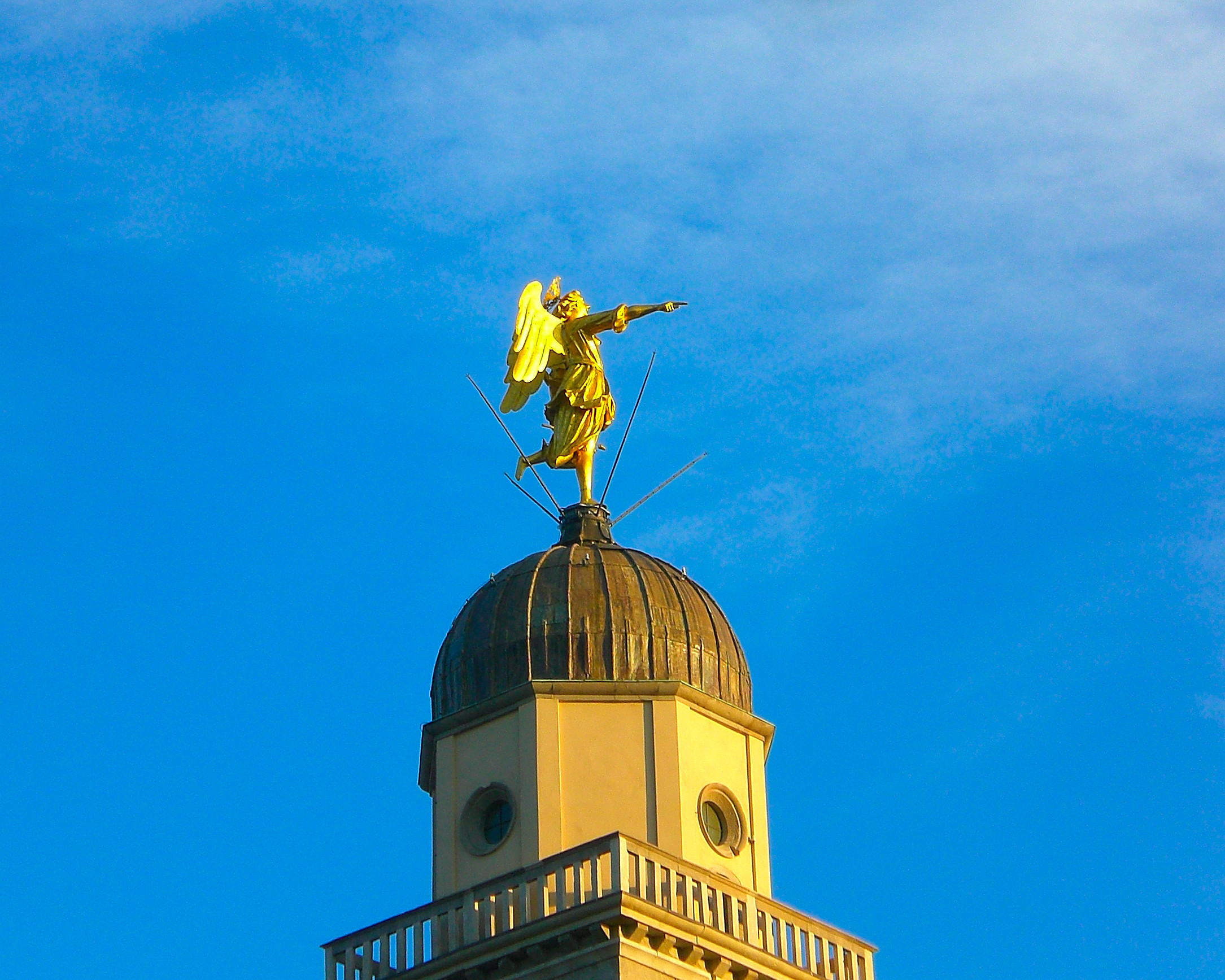
Ange du campanile de l'église Santa Maria di Castello.

### Palais

#### Palais patriarcal
C'est l'un des édifices les plus célèbres de la ville, siège de l'archevêché.

#### Palazzo della Provincia(Palais de la Province)
Le palais Antonini-Belgrado est le siège de la province depuis 1891. Il est situé sur les côtés du palais de l'archevêque, remonte à la seconde moitié du XVIIe siècle, de style baroque. À l'intérieur, il est décoré de fresques de scènes historiques et mythologiques de Giulio Quaglio.

#### Palais Antonini-Casa Grande
Premier siège de l' université d'Udine, il est aujourd'hui le siège de la faculté de littérature et de philosophie. Il remonte au début du XVIIe siècle.

#### Palais Bartolini
Construit au XVIIe siècle sur la Piazza Marconi, il abrite la bibliothèque municipale Vincenzo Joppi.

#### Palazzo del Comune

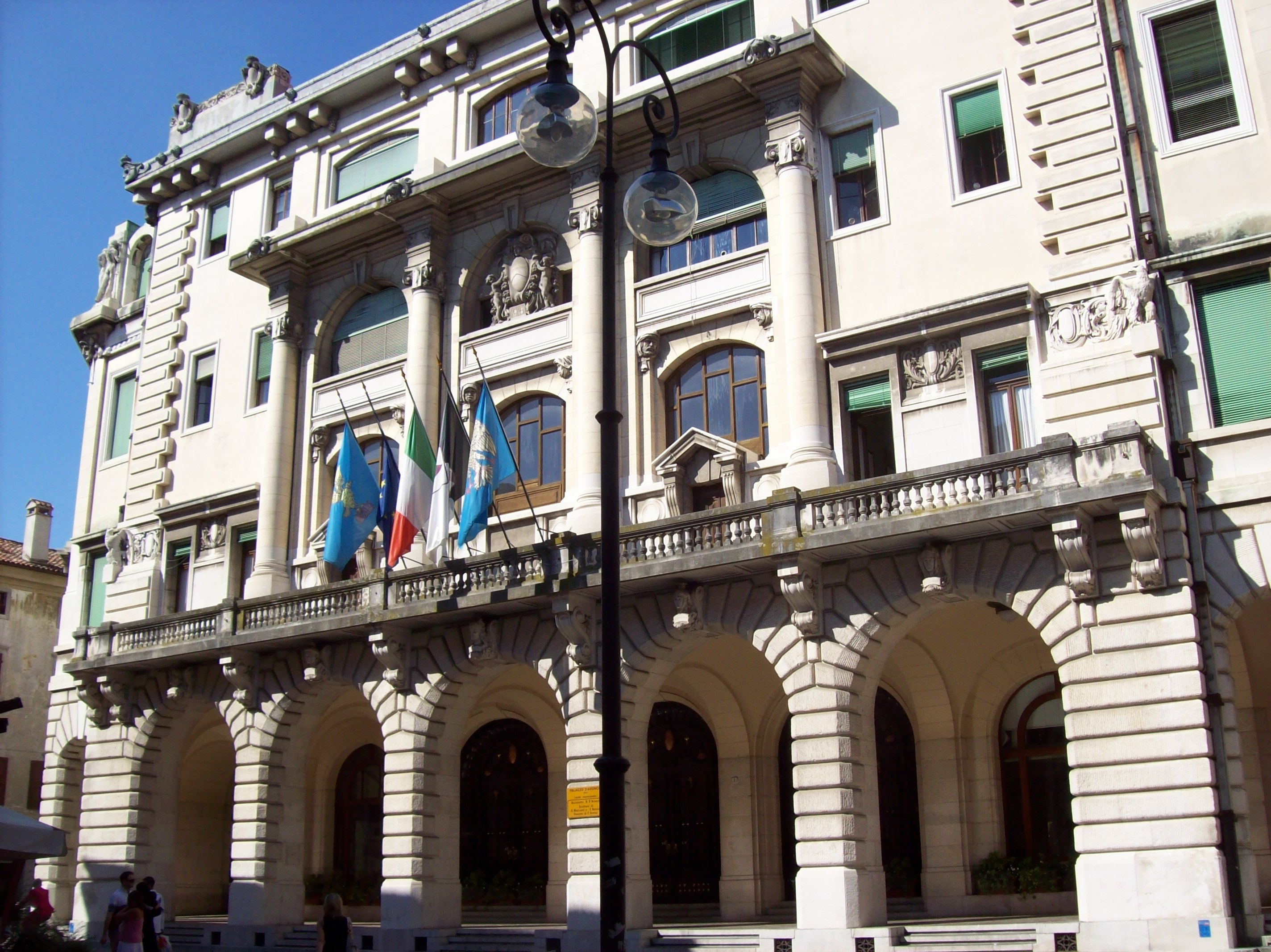
Palazzo D'Aronco.

Exemple typique de l'architecture Art Nouveau du XXe siècle, le Palazzo del Comune, ou D'Aronco du nom de l'architecte frioulan Raimondo D'Aronco qui l'a conçu, a été construit à partir de 1911 sur l'emplacement d'un précédent édifice du XVIe siècle. Il a été achevé en 1932.

#### Palais Valvason-Morpurgo
Situé via Savorgnana, de style néoclassique, le palais Valvason-Morpurgo date du XVIIIe siècle. En 1969, il a été donné à la municipalité d'Udine. Il possède un jardin avec une loggia attenante. Depuis sa restauration, il abrite les « Gallerie del Progetto » qui conservent les archives d'architecture et de dessin appartenant aux musées civiques ; c'est aussi le siège du Département du Tourisme et de la Culture et un point d'information touristique.

#### Casa Cavazzini
Bâtiment historique, situé entre les rues Cavour et Savorgnana, en face de la mairie, dans le centre historique, il a fait l'objet d'une longue restauration, achevée en 2011, d'après un projet original de Gae Aulenti. Il abrite aujourd'hui le Musée d'art moderne et contemporain. 
Le complexe se compose du palais Savorgnan della Bandiera du XVIe siècle et de la casa Cavazzini contiguë, donnée à la municipalité par la famille du marchand et philanthrope d'Udine Dante Cavazzini. Les restaurations ont mis au jour des vestiges archéologiques visibles au rez-de-chaussée à travers le plancher de verre : un bassin-citerne vénitien du XVIe siècle et un dépôt de poterie protohistorique datant de la première moitié de l'âge du fer (seconde moitié du VIIIe siècle av. J.-C.), lequel est la plus ancienne découverte documentée sur le site. Dans la maison Cavazzini, se trouvent des fresques d'Afro Basaldella, Mirko Basaldella et Corrado Cagli. Le premier étage du palais Savorgnan della Bandiera conserve des fresques attribuées à la seconde moitié du XVIe siècle, témoignage pictural d'un sujet profane et d'une importance considérable pour l'étude de la peinture gothique du Frioul. Dans l'une des deux salles où ont été retrouvées les fresques, sont conservées les traces d'un décor représentant un rideau tenu par des jeunes filles et des jeunes hommes à mi-corps selon des schémas inspirés de l'iconographie des compositions sacrées. À en juger par la décoration, la pièce servait peut-être d'alcôve : les jeunes gens soutiennent en effet le rideau comme pour protéger l'intimité de la pièce. La décoration de la salle adjacente, en revanche, devrait appartenir à une période ultérieure, avec des murs entièrement occupés par des compartiments géométriques et des panneaux quadrangulaires en faux marbre avec des figures monstrueuses et fantastiques issues des traditions du bestiaire médiéval.

#### Villa Veritti
La villa a été conçue par Carlo Scarpa.
Sont encore à mentionner, la maison de Giovanni da Udine et le lieu de naissance de Tina Modotti, Via Pracchiuso 89.

### Places

#### Piazza Libertà
Cette place élégante place est de style vénitien.

#### Piazza Matteotti
Appelée à l'époque médiévale piazza del mercato nuovo (place du nouveau marché) et plus tard Piazza San Giacomo après la construction de l'église du même nom en 1399, ce nom est conservé populairement aujourd'hui. Cette place constitue le cœur citadin avec le Mercatovecchio.

#### Piazza I Maggio
Également connue sous le nom de giardin grande, en 1866, le place s'appelait piazza d'armi (place d'armes) et en 1900, elle est nommée, bien que non officiellement, Umberto I après la mort du roi. La date du nom d'aujourd'hui fait référence à l'année 1945, au cours de laquelle Udine a été libérée de l'occupation nazie avec l'arrivée dans la ville des troupes alliées.

#### Piazza Venerio
Anciennement connue sous le nom de piazza della ghiacciaia (place de la glacière), puis plazze dai lens en référence aux bois qui y étaient vendus, la place actuelle était occupée par le palais de la famille noble Savorgnan qui en 1549, sur ordre des Vénitiens, fut rasé à la suite de la condamnation pour meurtre de Girolamo Savorgnan ; c'est pourquoi elle fut populairement surnommée piazza della rovina (place de la ruine).

#### Piazza XX Settembre
Également connue sous le nom de piazza dei grani, la place était auparavant occupée par des bâtiments appartenant à la famille della Torre qui ont été démolis en 1717 par le gouvernement de la République de Venise, s'appelant alors piazza dei Torriani. En 1868 elle est acquise par la commune. Depuis 2011, c'est le siège du marché qui a déménagé de la Piazza Matteotti.

#### Piazzale XXVI Luglio 1866
La date fait référence à l'arrivée dans la ville des troupes italiennes et à la fin de la domination autrichienne.

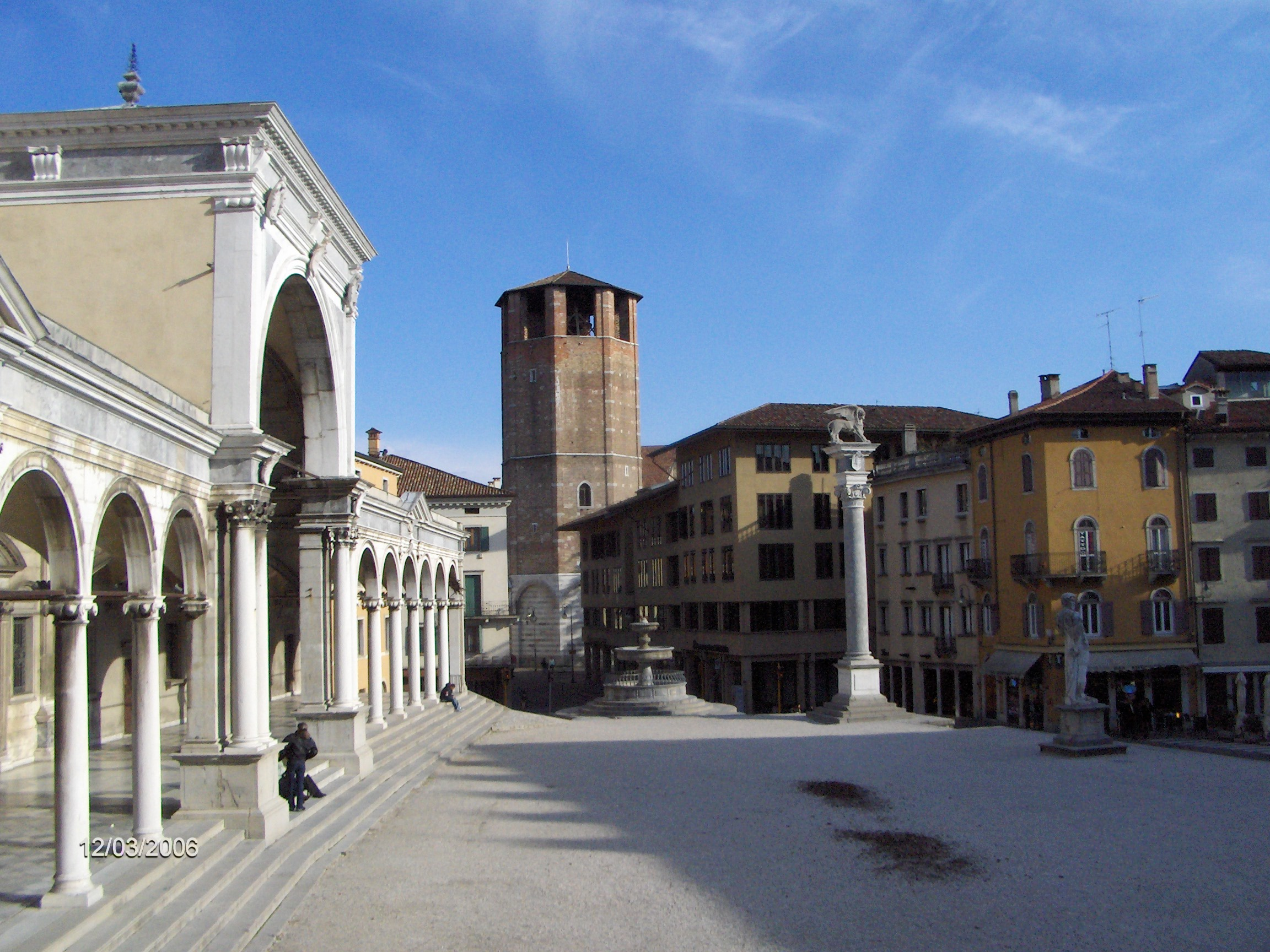
Piazza Libertà.
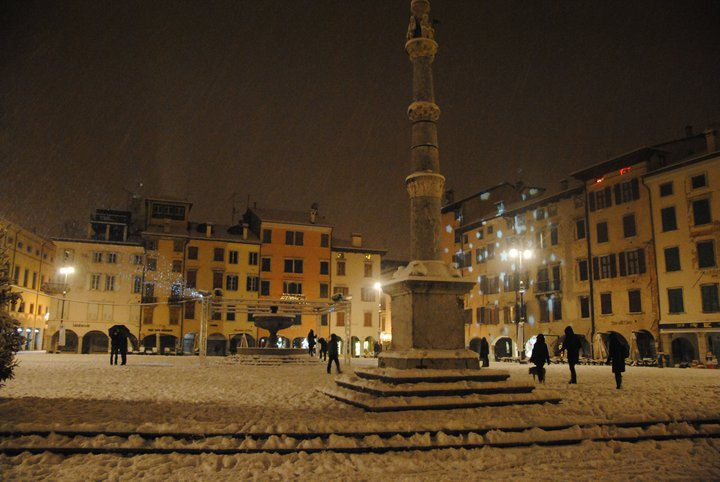
Piazza Matteotti dite San Giacomo.
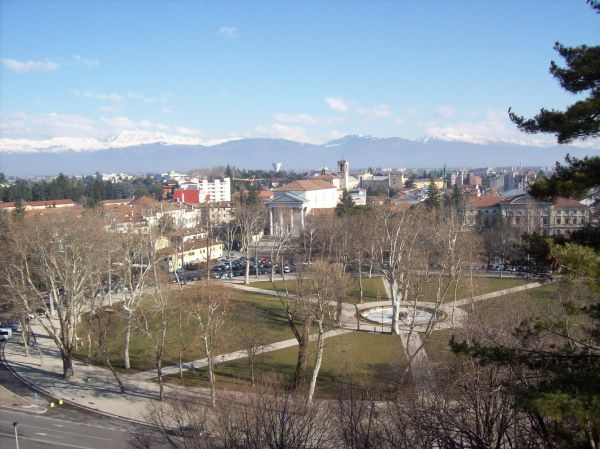
Piazza I Maggio dite giardin grande.
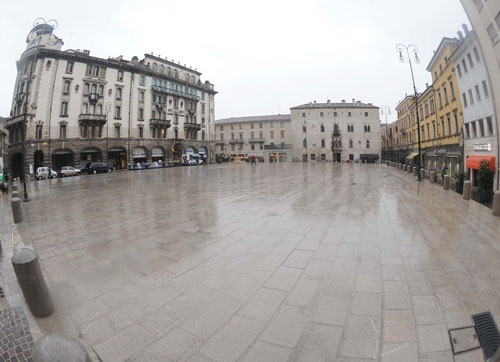
Piazza XX Settembre.

### Sites industriels
Udine étant une ancienne ville industrielle convertie plus tard au secteur tertiaire, il existe de nombreux sites d'archéologie industrielle, notamment le site des aciéries SAFAU dans la partie sud de la ville et l'usine désaffectée de Dormisch - Birra Peroni. D'autres sites importants tels que ceux des aciéries Bertoli dans la partie nord de la ville et l'usine Birra Moretti non loin du centre historique ont été démolis pour construire des lotissements résidentiels, des bureaux et des commerces.

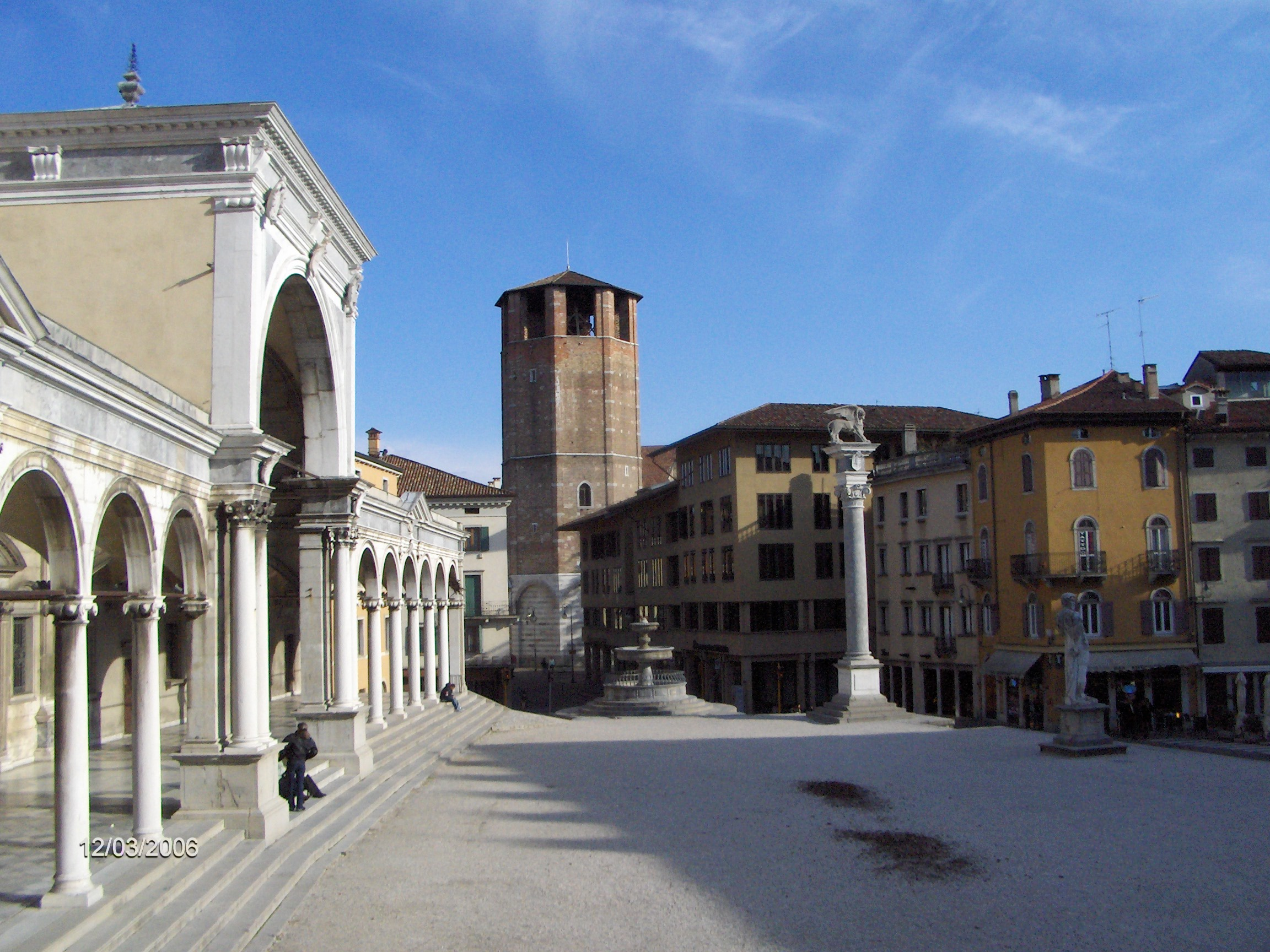
Loggia di San Giovanni.
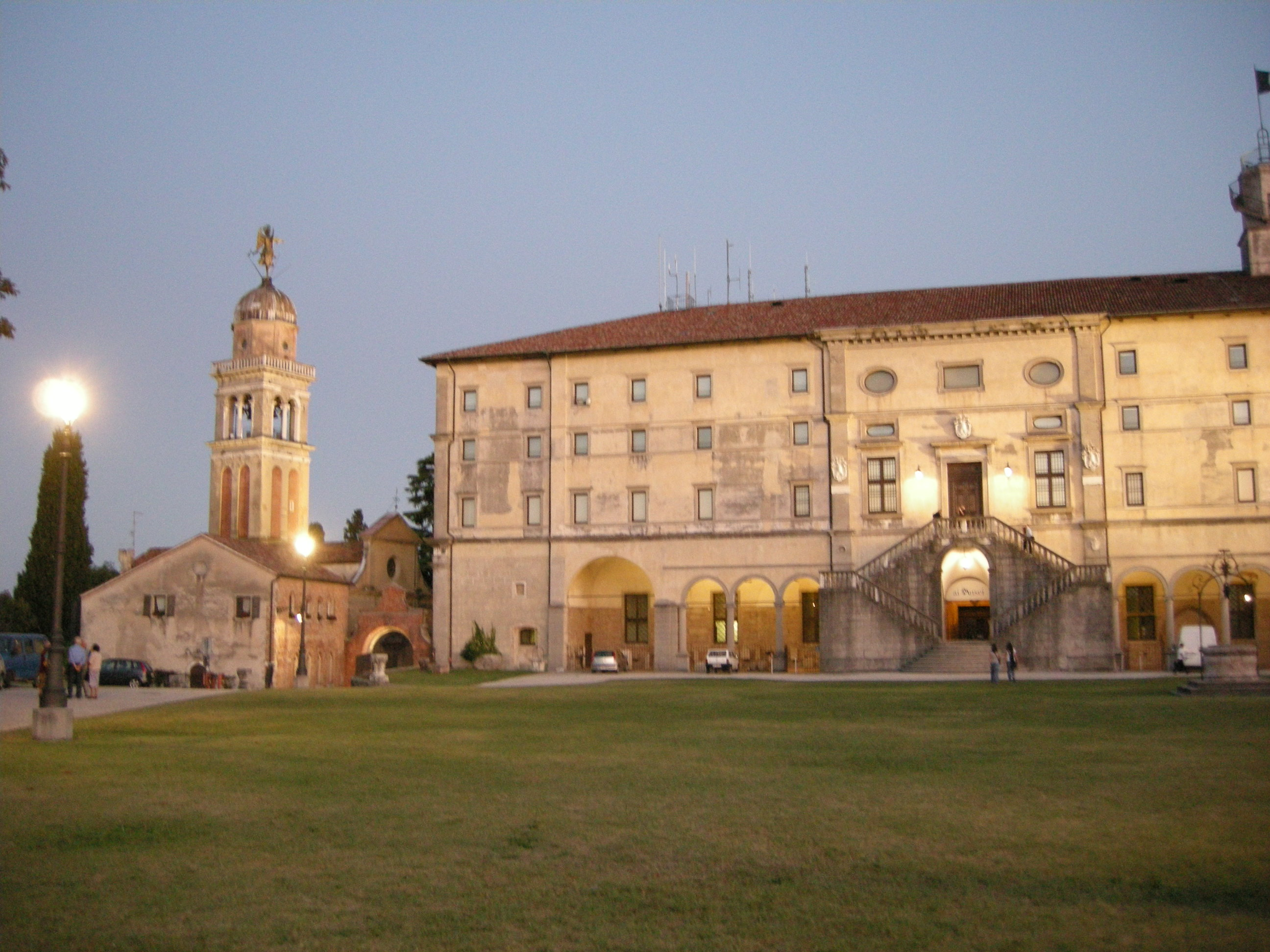
Castello di Udine.
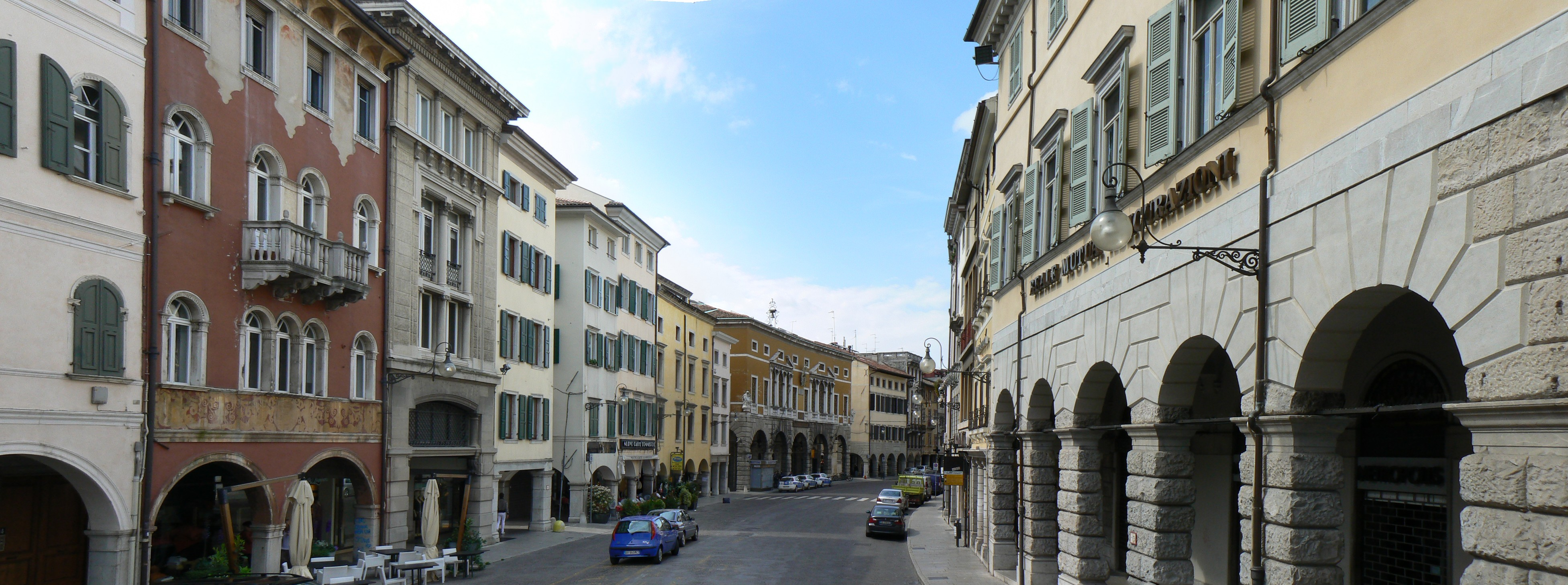
Via Mercatovecchio.
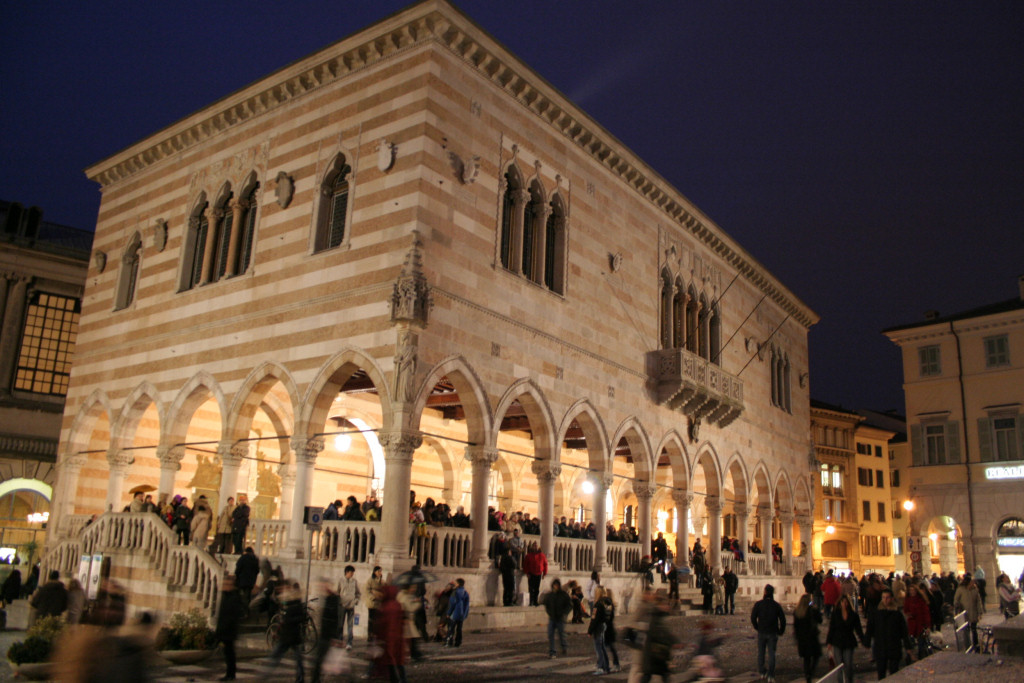
Loggia del Lionello.
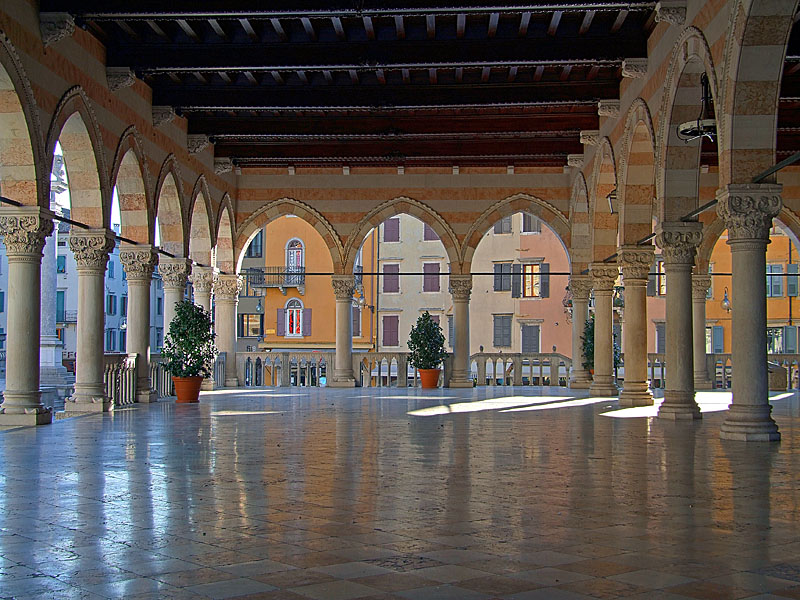
Loggia del Lionello.
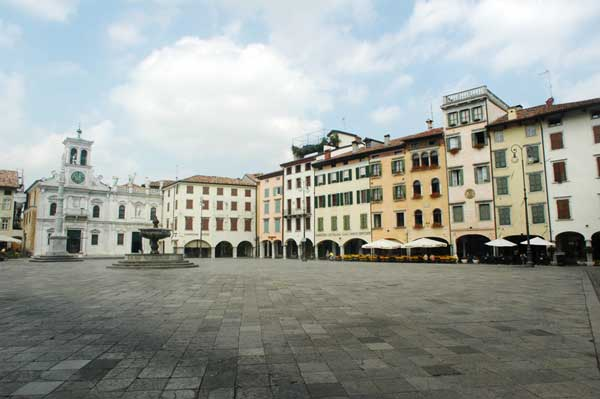
Piazza Matteotti (Piazza San Giacomo o delle Erbe).
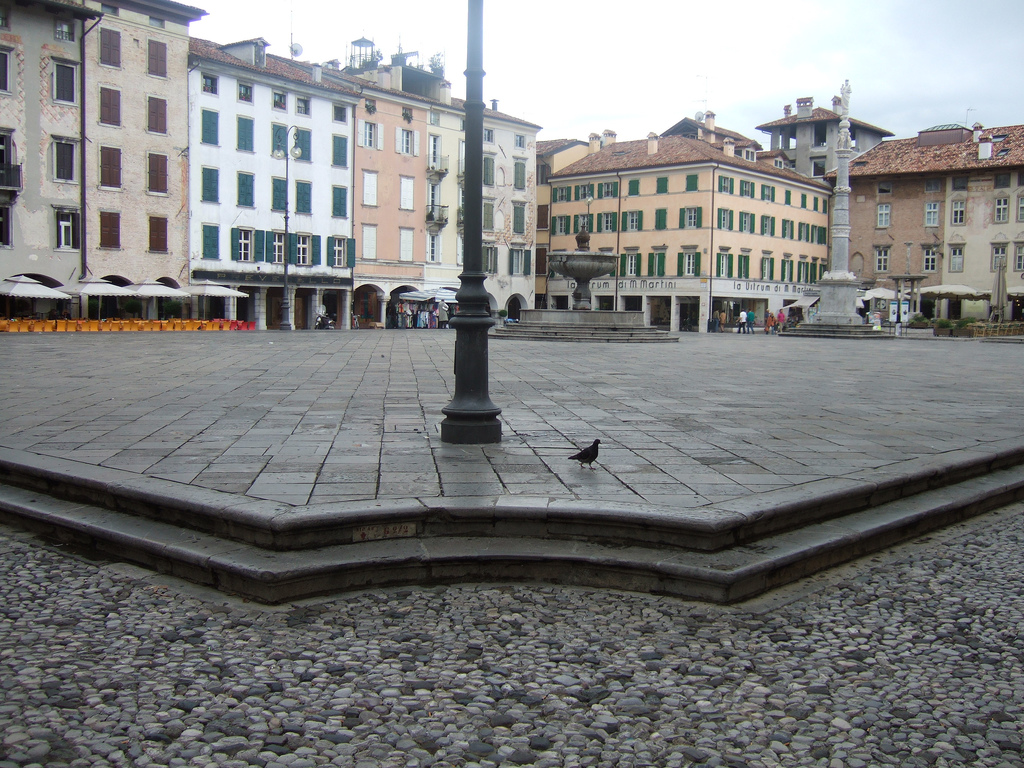
Piazza Matteotti (Piazza San Giacomo o delle Erbe).
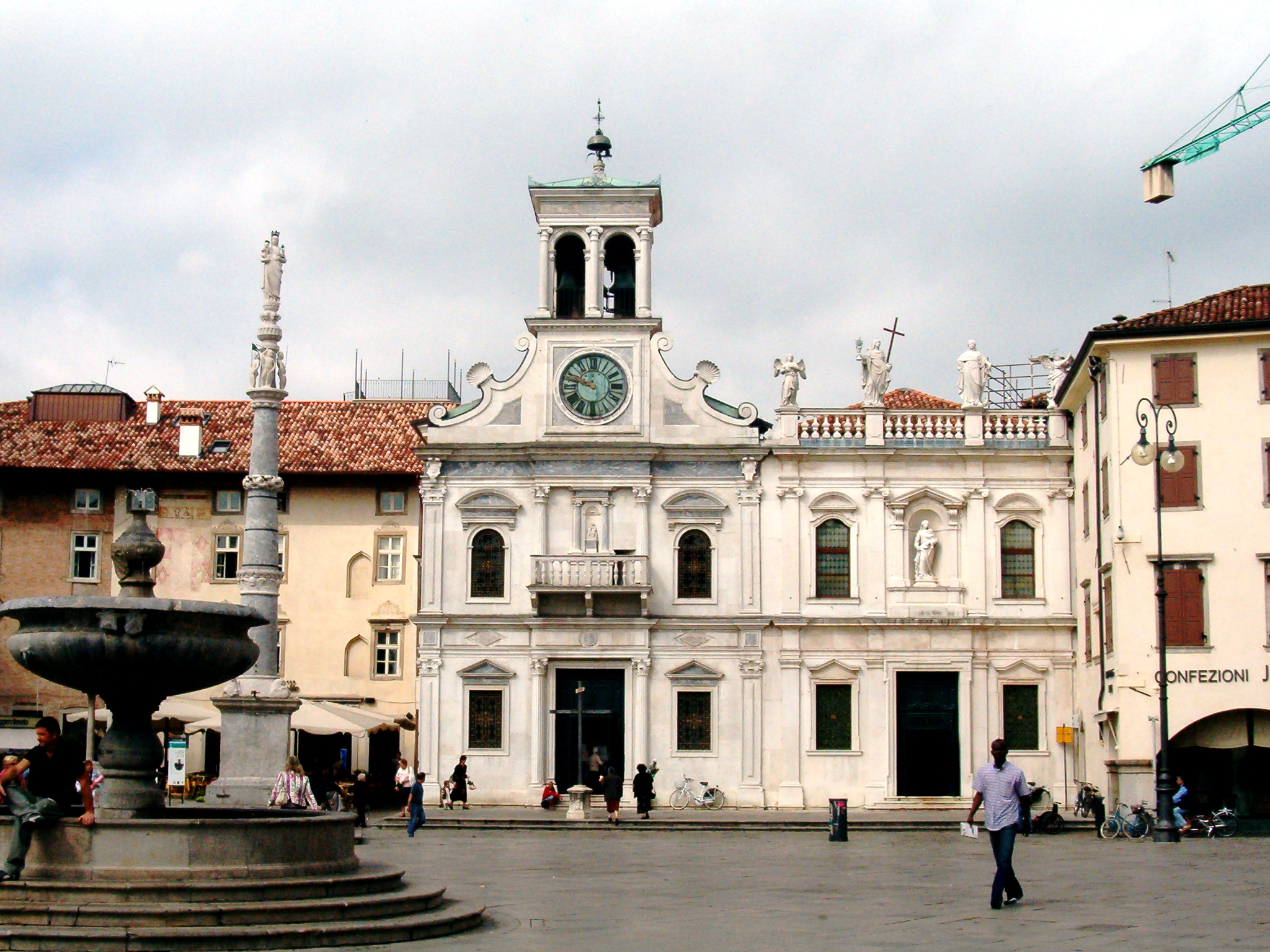
Piazza Matteotti (Piazza San Giacomo o delle Erbe).
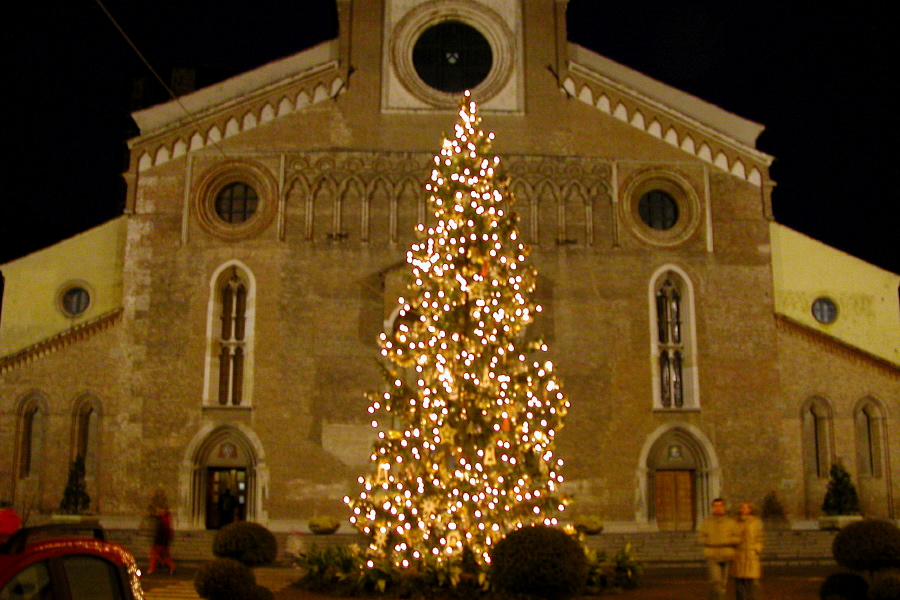
Cathédrale d'Udine (Duomo).
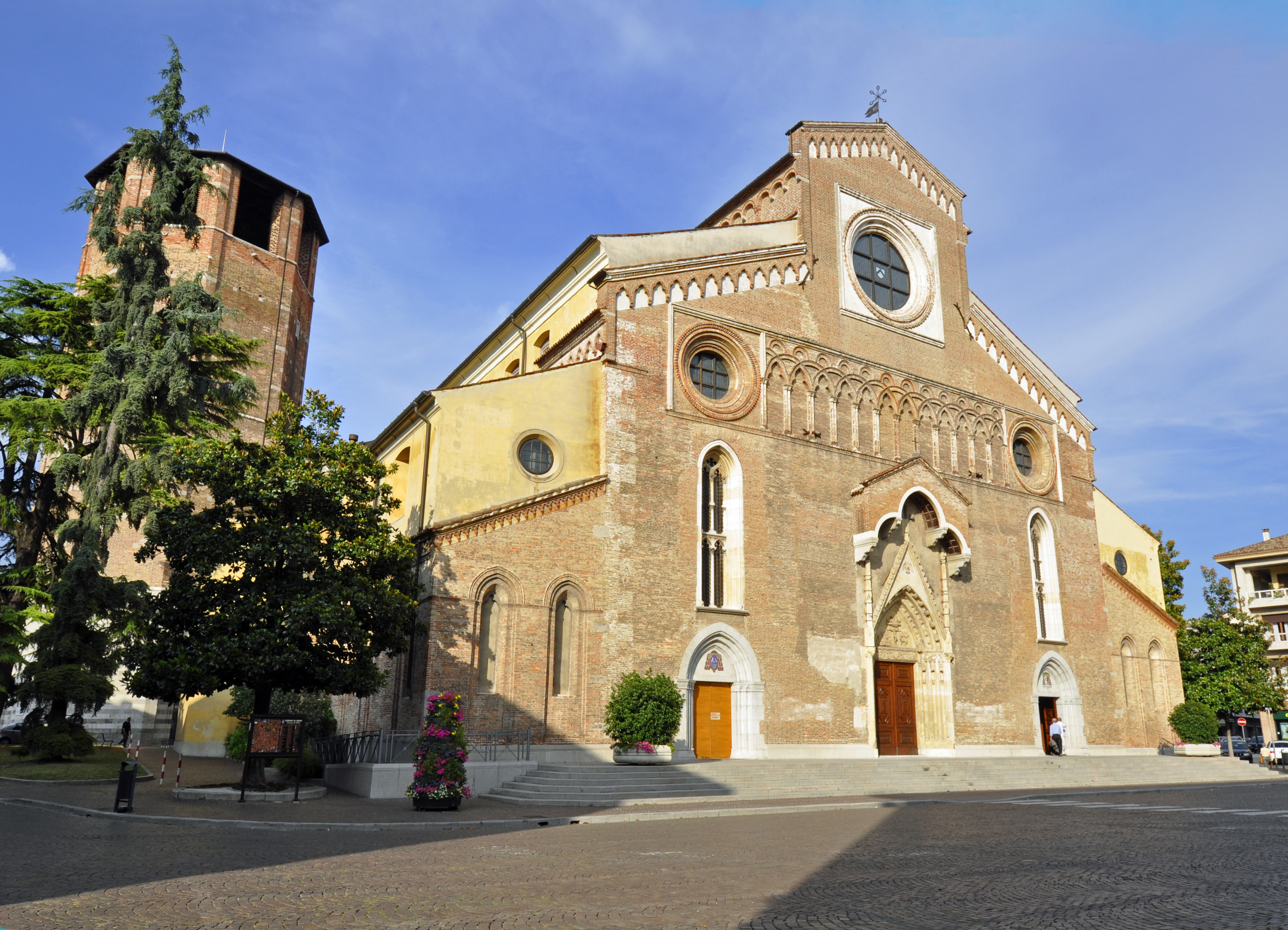
Cathédrale d'Udine (vue d'ensemble).

### Fortifications
Il subsiste dans la ville, des traces ou des marques de cinq cercles de murailles, construites sur près de cinq cents ans (entre le XIe et le XVe siècle). Le remblai du castelliere, datant de l'âge du bronze, est encore plus ancien.

### Canaux

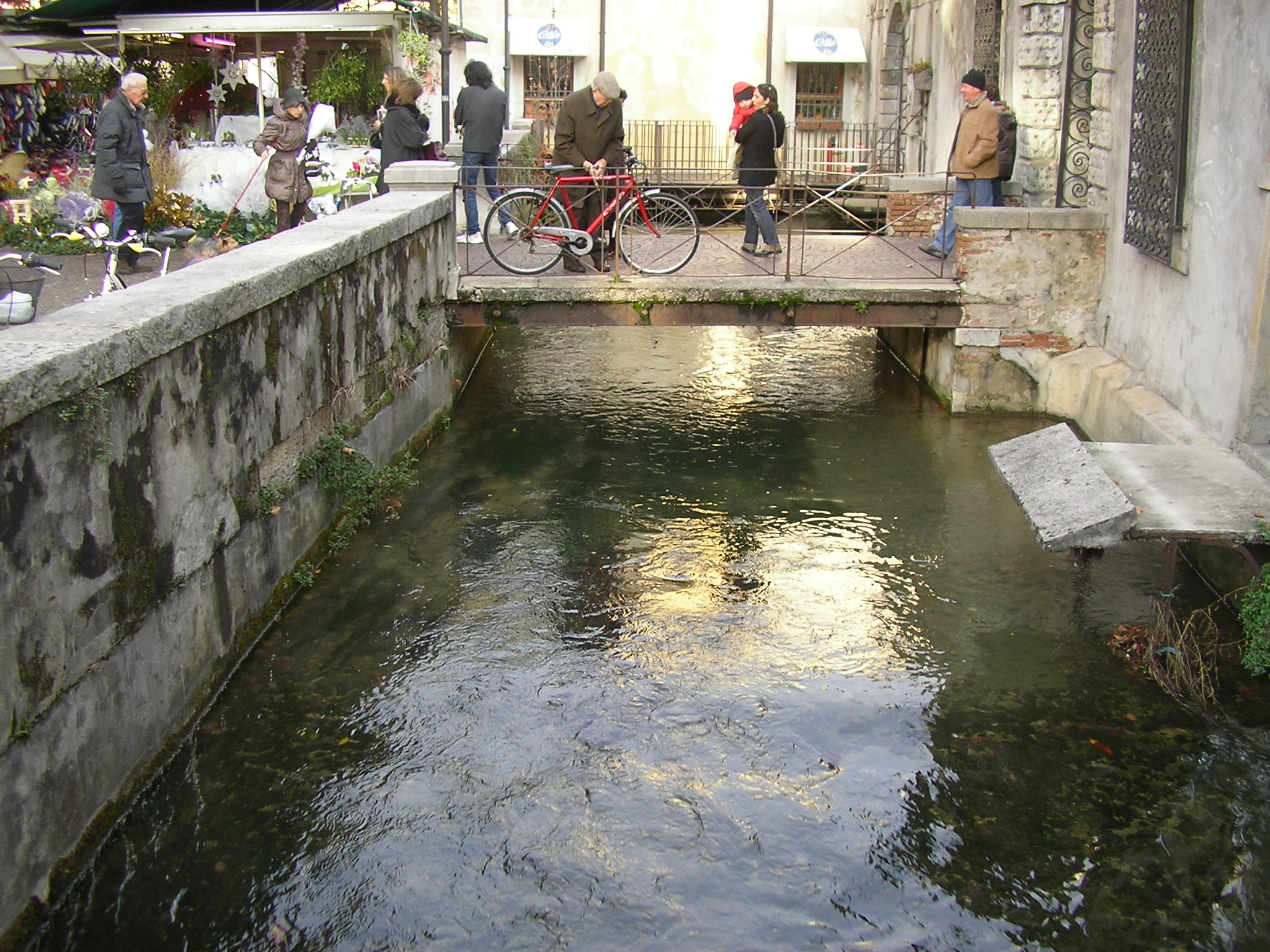
Canal à Udine.

Des six canaux qui traversaient Udine au Moyen Âge, seuls le canal d'Udine et le canal de Palma ont survécu. Peut-être d'origine romaine, ils sont documentées (pour la concession d'usage aux moulins) en 1217 pour le canal d'Udine, et en 1171 pour celui de Palma. L'étude des canaux de la ville a permis à Arturo Malignani de devenir un pionnier dans la conception des centrales hydroélectriques.
Udine est également baignée à l'Ouest par le canal Ledra-Tagliamento, qui est relié aux deux canaux par le canal San Gottardo.

### Parcs et jardins
Les principaux parcs de la ville sont : 
- Parco del Cormôr : il commence le long du ruisseau du même nom et s'étend également dans les communes de Martignacco, Campoformido et Pozzuolo del Friuli. Le parc comprend deux zones, celle au nord près de la foire a une superficie de 258 765 m2, la zone sud près de la Viale Venezia a une superficie de 66 759 m2 ;
- Parco del Torre : situé le long du ruisseau du même nom, il s'étend également dans la commune de Remanzacco, il couvre une superficie de 69 478 m2 ;
- Parc urbain « Moretti » (anciennement « parc Alfredo Foni ») : situé dans la zone autrefois occupée par le stade Moretti démoli, près de la Viale Venezia, il couvre une superficie de 66 900 m2 ;
- Parc urbain « Ardito Desio » : situé à proximité du stade du Frioul, il occupe une superficie de 28 733 m2.

Les jardins historiques sont :
- Parco della Rimembranza : il s'étend sur toute la longueur de la Via Diaz, de la Viale della Vittoria à la Viale Trieste, occupant une superficie de 17 044 m2 ;
- Jardin Loris Fortuna : c'est un petit parc de 5 765 m2 à côté de la place centrale I Maggio ;
- Espace vert Giardin Grande : il occupe la partie centrale de la Piazza I Maggio avec une superficie de 19 406 m2 ;
- Espace vert de la place du Château : il est situé sur le haut de la colline du château et a une superficie de 4 478 m2 ;
- Giardini del Torso : situés à côté du palais du même nom via del Sale sur une superficie de 1 261 m2, ils étaient utilisés par le passé pour des séances de cinéma en plein air durant l'été ;
- Jardin Ricasoli : situé près de la Piazza Patriarcato, avec une superficie de 1 002 m2, le monument équestre dédié à Victor-Emmanuel II, précédemment placé sur la Piazza Libertà, y a trouvé sa place. Il est traversé par le canal de Palma ;
- Jardin Giovanni Pascoli : il est situé dans le quartier de la via Carducci et de la via Dante, s'étendant sur 992 m2.

## Musées et galeries d'art
Les principaux musées sont les musées et les galeries d'histoire et d'art situés dans le château, le musée diocésain et les galeries du Tiepolo dans le palais archiépiscopal, le musée ethnographique du Frioul, le musée d'art moderne et contemporain dans la Casa Cavazzini, la salle de la Rimembranza Brigata Alpina, les galeries du Progetto dans le palais Valvason Morpugo, et la galerie Tina Modotti, célèbre photographe udinaise, par ailleurs mannequin, actrice et militante révolutionnaire.

### Musées civiques et galeries d'histoire et d'art
Depuis 1906, ils sont installés dans le château et se composent du musée archéologique, de la galerie d'art ancien, de la galerie des dessins et des estampes, du musée frioulan de la photographie, de la photothèque et des collections risorgimentales.

### Musée d'Art Moderne et Contemporain
Le musée est installé dans le bâtiment du même nom, offert à la Municipalité par le marchand Dante Cavazzini. Il a fait l'objet d'une restauration soignée sur la base d'un projet original de Gae Aulenti. Il accueille depuis 2012 des œuvres d'art italien du fin du XIXe siècle à nos jours, dont des œuvres de Luigi Nono, Amedeo Modigliani, Felice Casorati, Lucio Fontana et Giorgio Morandi, la collection FRIAM (une série d'œuvres données par des artistes américains, à l'occasion du séisme du 6 mai 1976 au Frioul) et la collection d'art Maria Luisa Astaldi.

### Musée ethnographique du Frioul
Installé dans le Palazzo Giacomelli à Borgo Grazzano, qui a été restauré, il abrite depuis 2010 des objets et des artefacts de la vie traditionnelle frioulane et du sacré, des objets de la vie quotidienne, des vêtements, des masques, des jeux, de la musique et des divertissements.

### Gallerie del Progetto
Situées dans le Palazzo Morpurgo, les Galeries conservent des archives d'architecture et de dessins, les archives des architectes Raimondo D'Aronco, Ottorino Aloisio, Pietro Zanini, Marcello D'Olivo, Angelo Masieri et, pour le dessin, les archives Electrolux Zanussi se distinguent. Les Galeries accueillent également des expositions thématiques.

## Personnalités liées à Udine
- Léonard d'Udine, né vers 1400 et mort vers 1470, prédicateur ;
- Giovanni Martini, né entre 1470 et 1475 et mort le 30 septembre 1535, peintre et sculpteur ;
- Francesco Florio (1705-1792), théologien, érudit et historien ;
- Romilda Pantaleoni (1847-1917), soprano ;
- Viktor von Dankl (1854-1941), militaire (général) autrichien ;
- Elio Morpurgo (1858-1944), financier, homme politique ;
- Arturo Malignani (1865-1939), inventeur ;
- Tina Modotti (1896-1942), mannequin, actrice, photographe et militante révolutionnaire ;
- Gae Aulenti (1927-2012), architecte ;
- Bruno Pizzul (it) (1938-), journaliste, ancien footballeur ;
- Giampaolo Pozzo (1941-), entrepreneur et dirigeant sportif ;
- François Tracanelli (1951-), champion du monde de saut à la perche ;
- Dalila Di Lazzaro (1953-), modèle et actrice ;
- Sergio Cecotti (it) (1956-), physicien, homme politique ;
- Edi Orioli (1962-), pilote motocycliste et automobile ;
- Luca Cappellari (1963-), pilote automobile ;
- Michela Rocco Di Torrepadula (1970-), actrice, ancienne miss Italie et ancienne mannequin ;
- Alessandro Talotti (1980-2021), athlète.

## Société

### Évolution démographique
Bien que dans les années 1990, il y a eu un dépeuplement progressif de la municipalité d'Udine au profit des municipalités environnantes, la tendance démographique de la dernière décennie est toujours positive grâce à l'immigration de citoyens étrangers. La tendance démographique d'Udine et de ses environs dans son ensemble est donc en constante augmentation. En février 2012, Udine a de nouveau dépassé les 100 000 habitants, puis est revenue à 99 180 en 2019.

### Ethnies et minorités étrangères
Parmi les quatre capitales provinciales de la région Frioul-Vénétie Julienne, au 31 décembre 2019, Udine a le deuxième pourcentage le plus élevé de résidents étrangers : 13 880 présences ou 14,0 % de la population totale, supérieur à la moyenne régionale de 9,2 %,.

## Administration
Avec ses onze communes limitrophes, Udine forme une aire urbaine d'environ 169 000 habitants sur 312 km2, pour une densité de 613 hab/km2[réf. nécessaire].
| Période                                  | Période  | Identité       | Étiquette     | Qualité |
| ---------------------------------------- | -------- | -------------- | ------------- | ------- |
| 1995                                     | 1998     | Enzo Barazza   | Centre gauche |         |
| 1998                                     | 2003     | Sergio Cecotti | Ligue du Nord |         |
| 2003                                     | 2008     | Sergio Cecotti | L'Olivier     |         |
| 28 avril 2008                            | En cours | Furio Honsell  | Centre gauche |         |
| Les données manquantes sont à compléter. |          |                |               |         |

### Hameaux
Baldasseria, Beivars, Chiavris, Cormor, Cussignacco, Gervasutta, Godia, Laipacco, Molin Nuovo, Paderno, Paparotti, Rizzi, San Domenico, San Gottardo, Sant'Osvaldo, San Ulderico, Villaggio del Sole.

### Communes limitrophes
Campoformido, Pasian di Prato, Pavia di Udine, Povoletto, Pozzuolo del Friuli, Pradamano, Reana del Rojale, Remanzacco, Tavagnacco.

## Sports
- Udinese Calcio

## Jumelages
La ville d'Udine est jumelée avec :
- Albacete (Espagne) depuis 2002 ;
- Esslingen am Neckar (Allemagne) depuis 1958 ;
- Neath Port Talbot (Pays de Galles) depuis 1960 ;
- Norrköping (Suède) depuis 1964 ;
- Schiedam (Pays-Bas) depuis 1970 ;
- Vienne (France) depuis 1959 ;
- Villach (Autriche) depuis 1979 ;
- Maribor (Slovénie) depuis 1985 ;
- Yaoundé (Cameroun) depuis 2008.

La ville d'Udine entretient des pactes d'amitié avec :
- Bîkâner (Inde) depuis 2000 (accord de jumelage en cours de négociation) ;
- Klagenfurt (Autriche) depuis 2001 ;
- Windsor (Canada) depuis 1975 ;
- Óbuda (Hongrie) depuis le 6 juillet 1992 (pacte d'amitié et de collaboration. IIIe arrondissement de Budapest) ;
- Resistencia (Argentine) depuis 1978 ;
- Velenje (Slovénie) depuis 1991 (jumelage impossible car Udine est déjà jumelée avec une ville slovène (Maribor)).